# Louis-Armand de Lom d'Arce
Pour les articles homonymes, voir Lahontan (homonymie) et Lom.
Louis Armand de Lom d'Arce, plus connu sous l'appellation de baron de La Hontan ou Lahontan, est un voyageur anthropologue et écrivain français né le 9 juin 1666 à Lahontan et mort le 21 avril 1716 dans l'Électorat de Hanovre. Au cours de son séjour en Nouvelle-France (1683-1694), il explore un vaste territoire, de Terre-Neuve à la région des Grands Lacs et jusque dans le Minnesota, couvrant quelque 3 000 km à vol d'oiseau.
Dans ses Nouveaux Voyages en Amérique septentrionale (1702), il raconte ses voyages au Canada et décrit le mode de vie et l'organisation sociale et politique des peuples Wendat et Algonquins, dont il parlait la langue. Il développe sa description du Canada dans Mémoires de l'Amérique septentrionale, qui est une mine d'informations pour les historiens.
Son écrit le plus célèbre s'intitule Dialogues ou Entretiens entre un Sauvage et le baron de Lahontan (1704) dans lequel Adario, qui ne serait autre que le chef wendat Kondiaronk, fait une critique radicale de la civilisation européenne ainsi que de plusieurs dogmes religieux : péché originel, prédestination, autorité de la Bible, célibat des prêtres… Alors que, depuis près de trois siècles, les historiens ont souvent considéré le personnage de l'autochtone comme une fiction commode permettant à Lahontan d'exposer ses propres idées, la critique récente insiste au contraire sur la part d'authenticité dans les arguments d'Adario, leur ancrage dans l'expérience de Lahontan et leur importance sur l'évolution des idées. En effet, par sa critique radicale de la religion, du système juridique et des inégalités sociales, son œuvre est représentative de la mutation idéologique en train de s'opérer dans la société française et qui allait donner naissance à la philosophie des Lumières.
Le récit amusé que Lahontan a donné de l'arrivée à Québec de vaisseaux chargés de filles du Roy a suscité des réfutations indignées et lui a valu d'être traité de « menteur » et d'« ignorant ». Ses critiques pointues du pouvoir ecclésiastique dans la colonie lui ont attiré la haine tenace de ces milieux et le qualificatif de « libertin ». Les imprécisions du récit de son voyage sur la « Rivière Longue » lui ont mérité les étiquettes de « faussaire » et d'« affabulateur ». Exilé de France à cause de l'hostilité du tout-puissant ministre Pontchartrain, il a soumis des mémoires à l'Angleterre sur la géographie et le commerce du Canada, ce qui lui a valu d'être honni comme « traître » à la nation. Aussi a-t-il été longtemps ignoré ou méprisé par l'historiographie québécoise.
Son œuvre a connu plus de vingt rééditions dans la première moitié du XVIIIe siècle et a été traduite en anglais, allemand, néerlandais et italien. Elle a toutefois durablement souffert de la contrefaçon qu'en a produite Nicolas Gueudeville en 1705, souvent confondue avec l'original.
Depuis un demi-siècle, les données anthropologiques, linguistiques et archéologiques ont largement confirmé ses dires, lui donnant place, selon Stephen Leacock, à côté des grands explorateurs de l'époque que furent Jacques Marquette, Louis Jolliet et René-Robert Cavelier de La Salle.

## Biographie

### Sa famille
Son père, Isaac de Lom d'Arce (né vers 1595), seigneur d'Esleich dans les Landes, et conseiller du roi au Parlement de Navarre, avait dépensé une fortune pour redresser le cours du gave de Pau et acheté en 1662 la baronnie de Lahontan. Veuf en 1663 de sa première épouse, Jeanne Guérin, il se remarie en 1665 avec Jeanne-Françoise Le Fascheu de Couttes, âgée de 13 ans, à Saint-Paul à Paris. Louis-Armand naît le 9 juin 1666 à Pau. Outre ses sœurs Marie-Françoise (née en 1669) et Jeanne-Françoise (née en 1674), Louis-Armand a un frère et une sœur morts en bas âge. Son père meurt le 4 novembre 1674, accablé de dettes. Le jeune Louis-Armand fait de bonnes études. Il lisait le grec et le latin, comme le montrent les citations qu'il introduit parfois dans son texte. Il avait parmi ses livres de chevet Homère, Anacréon,Pétrone et Lucien, « bréviaire des libertins depuis le XVIe siècle ».
Le père de Lahontan comptait parmi ses relations Jean Talon, intendant de la Nouvelle-France (1665-1668 et 1670-1672), ce qui peut avoir familiarisé très tôt le jeune Louis-Armand avec l'horizon américain. Le Canada étant devenu une province royale en 1663, les explorateurs s'y succédaient pour cartographier un immense territoire et en évaluer le potentiel commercial : Jacques Marquette (1637-1675), René-Robert Cavelier de La Salle (1643-1687), Henri de Tonti (1649-1704), Duluth (1639-1710), Louis Hennepin (1626-1704), Louis Jolliet (1645-1700)...

### Séjour au Canada (1683-1694)

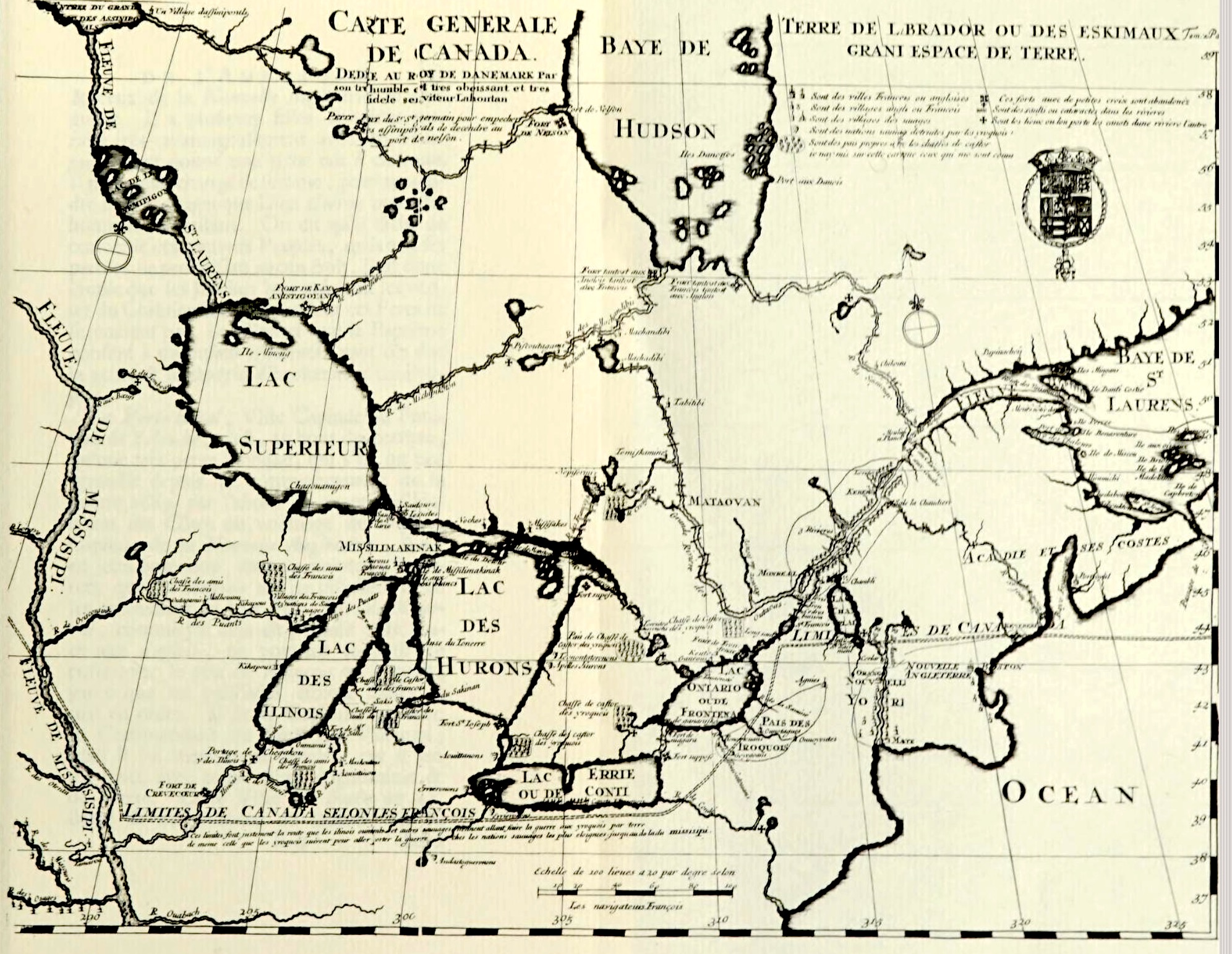
Carte générale de Canada dédiée au Roi de Danemark.

À l'âge de dix-sept ans, le 29 août 1683, Louis-Armand embarque à La Rochelle pour la Nouvelle-France avec un contingent de troupes de la Marine envoyé à la demande du gouverneur La Barre qui craignait une guerre avec les Iroquois. Il débarque à Québec le 8 novembre 1683 et passe l'hiver sur la côte de Beaupré. Il constate que « Les Païsans y vivent sans mentir plus commodément qu'une infinité de Gentilshommes en France. Quand je dis Païsans je me trompe, il faut dire habitants [...] soit parce qu'ils ne payent ni sel ni taille, qu'ils ont la liberté de la chasse et de la pêche, ou qu'enfin leur vie aisée les met en parallele avec les Nobles. » Il tient un journal et envoie à un parent des lettres très détaillées relatant ses observations et décrivant la vie dans la colonie. Dans la deuxième de ces lettres, il raconte sur ouï-dire comment le gouvernement avait encouragé le peuplement en faisant venir des filles du Roy parmi lesquelles les habitants choisissaient leurs épouses,.
Dès son premier hiver dans la colonie, Lahontan suit un groupe de chasseurs algonquins « expressément pour apprendre leur langue » et il y trouve beaucoup de facilité car « comme ils se font un vrai plaisir qu'on apprenne leur langue, ils se donnent toute sorte de peine pour me l'enseigner ». Sa carrière d'observateur, d'écrivain et d'ethnographe débute. Il décrit longuement la fabrication des raquettes et des canoës ainsi que l'ingéniosité des castors et les méthodes de chasse.

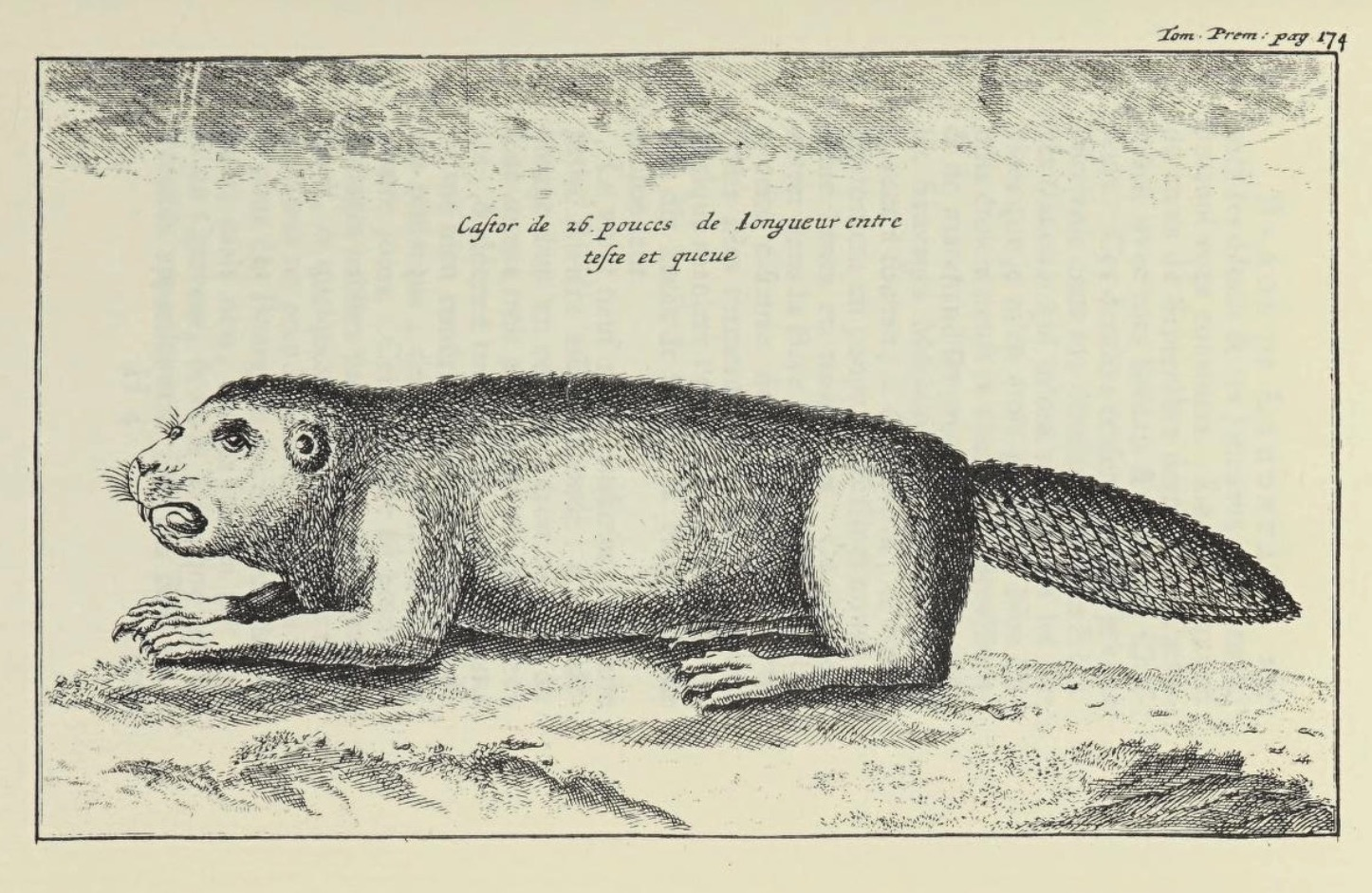
« Ces animaux semblent se parler & raisonner les uns avec les autres par certains tons plaintifs non articulez[8]. »
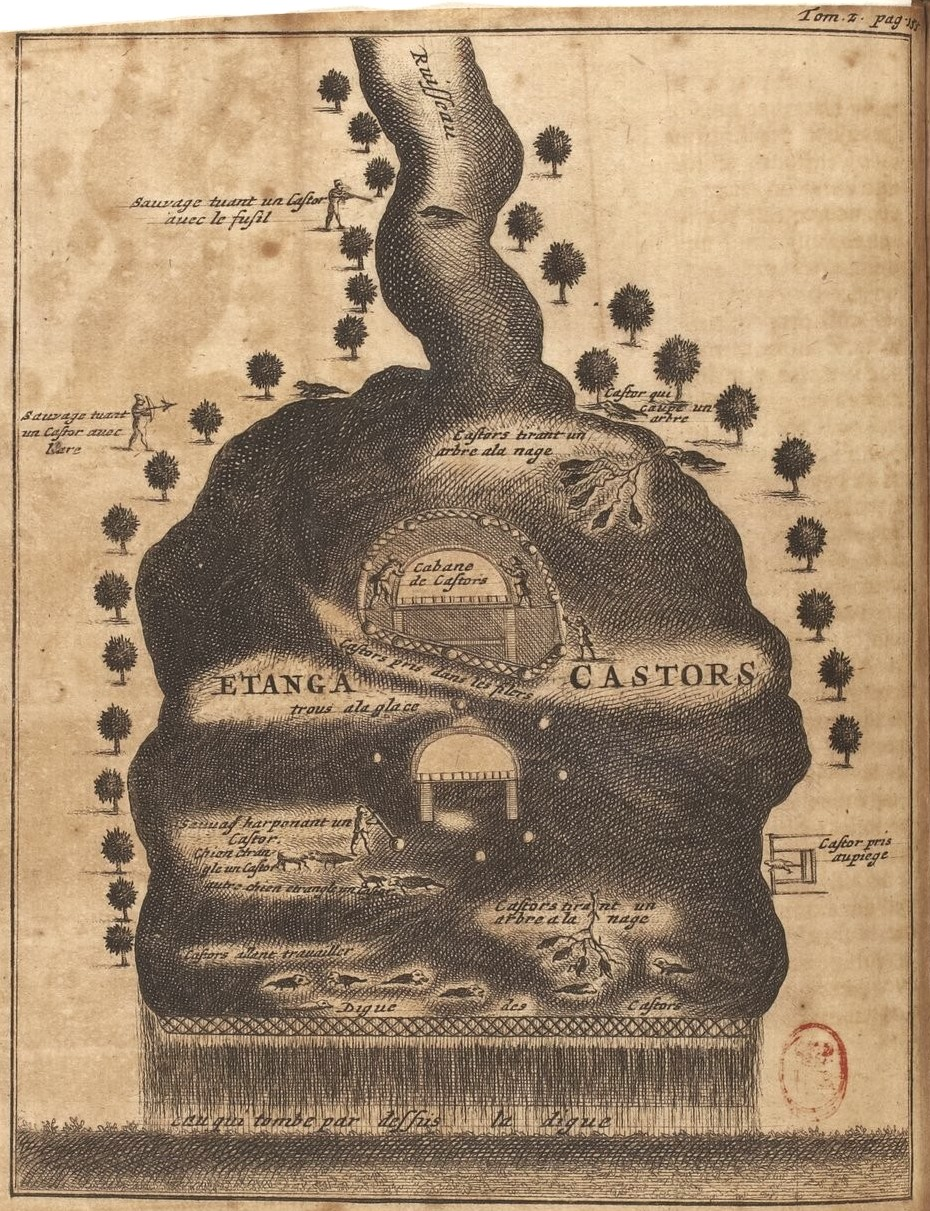
Étang à castors[9].
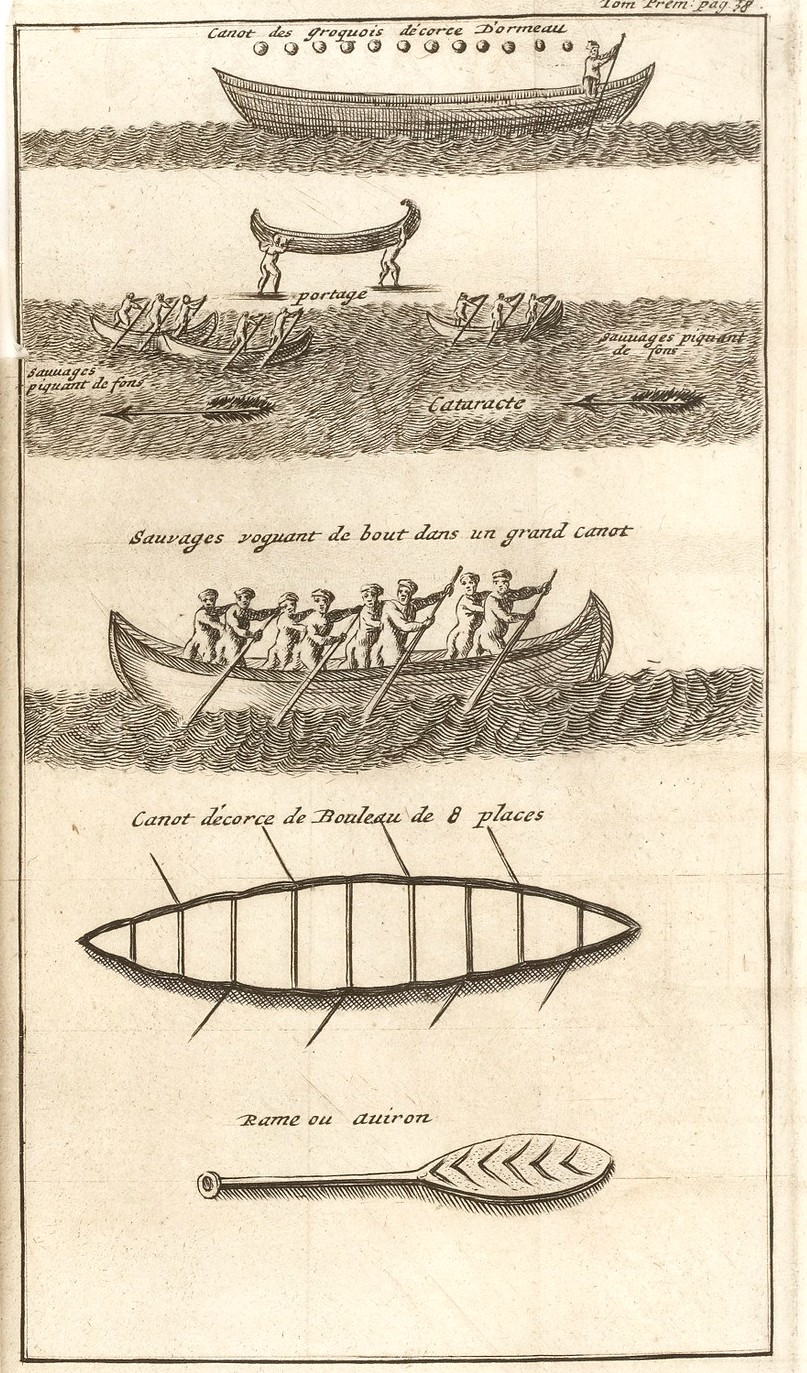
« Il est vrai que ces canots portent de petites voiles, mais il faut un temps à souhait pour s'en servir[10]. »
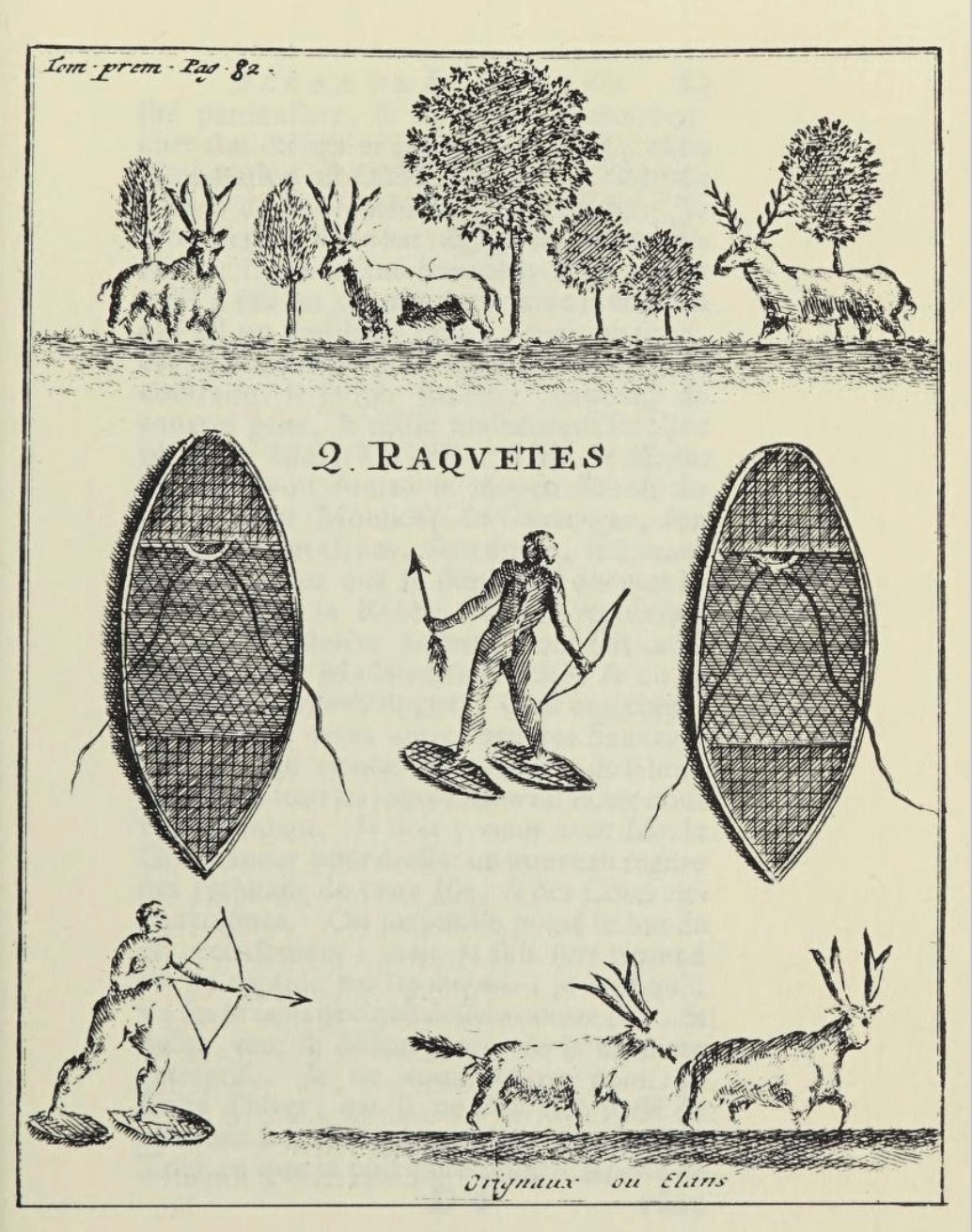
« On marche bien plus vite avec ces machines sur la neige qu'on ne feroit avec des souliers sur un chemin battu[11]. »

#### Voyage au fort Frontenac

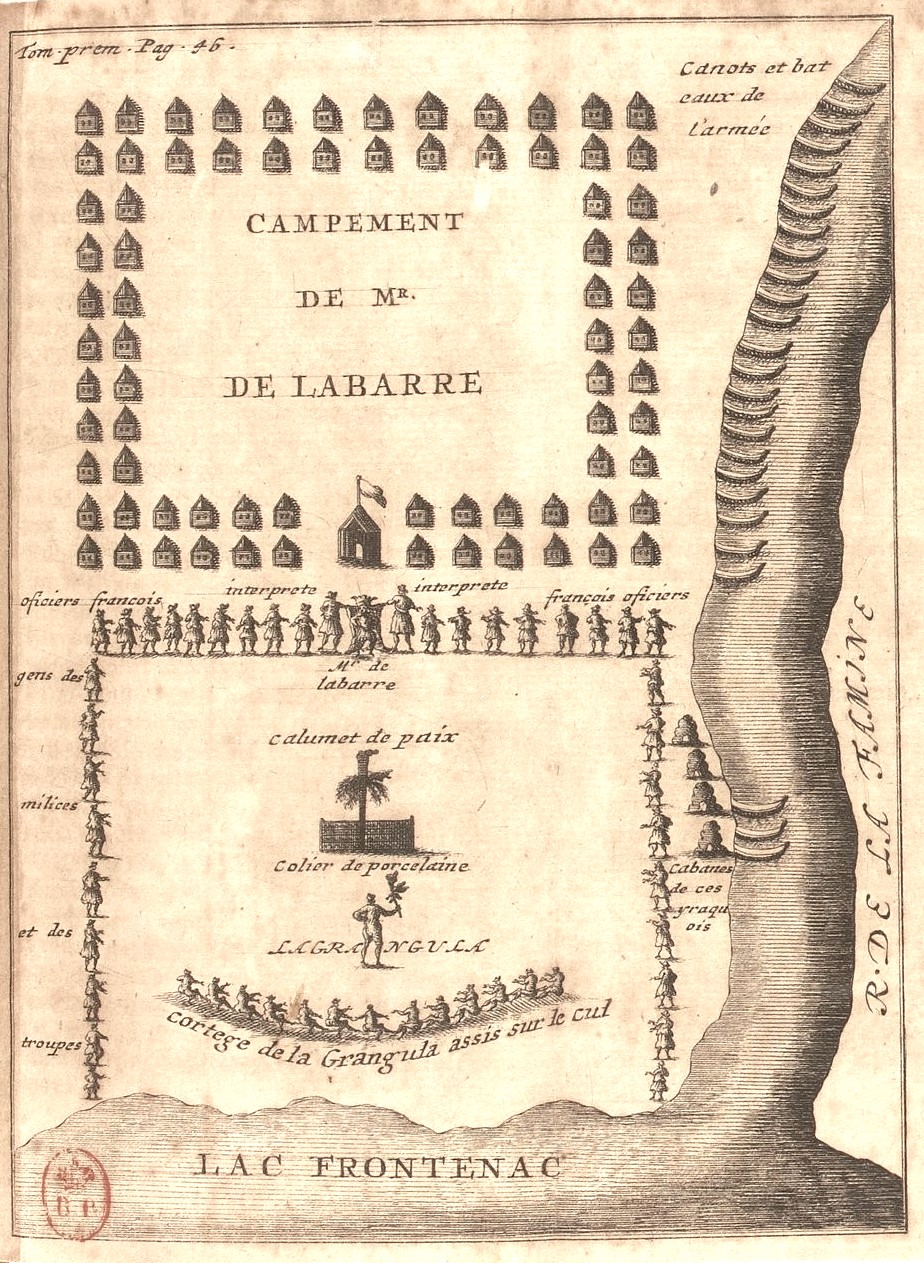
Séance de négociation entre le gouverneur de la Barre et le chef iroquois La Grangula en 1684.
Ce Chef fit dire à Mr de la Barre qu'il étoit prêt à l'écouter, & à l'heure donnée, tout le monde se rangea & se plaça de la manière qu'il est ici désigné.

En mai 1684, Lahontan quitte Québec à destination de Ville-Marie (Montréal), en qualité d'officier de marine. Le 23 juillet 1684, il quitte Montréal avec un détachement d'éclaireurs. La troupe traverse les rapides de Lachine, des Cascades, des Cèdres et du Long-Sault et suit le cours du fleuve jusqu'au fort Frontenac, sur le lac Ontario, alors appelé Lac Frontenac. Le gouverneur Lefebvre de La Barre, qui veut dicter les conditions de paix aux délégués des Cinq-Nations, rejoint la troupe au mois d'août. Plus de 1 200 miliciens canadiens et alliés amérindiens l'accompagnent.

Lahontan fait un récit détaillé de la négociation qui s'est déroulée près de fort Frontenac entre le gouverneur La Barre et La Grangula, grand chef iroquois. La séance s'ouvre avec la cérémonie du calumet de paix : 

« Le Calumet de paix est une grande pipe faite de certaines pierres ou marbre rouge, noir ou blanc. Le tuyau a 4 ou 5 pieds de long. Le corps du Calumet a huit pouces; la bouche où l'on met le tabac en a trois. Sa figure est à peu près comme celle d'un marteau d'armes. Les Calumets rouges sont les plus en vogue & les plus estimez. Les Sauvages s'en servent pour les Négociations, pour les affaires politiques, & surtout dans les voyages, pouvant aller partout en sureté dès qu'on porte ce calumet à la main; il est garni de plumes jaunes, blanches & vertes, & il fait chez eux le même effet que le pavillon d'amitié fait chez nous. »

Ensuite, les tractations commencent et les données contractuelles sont représentées par un échange de colliers, attestant la véracité des dires. Au cours de la discussion, La Grangula affirme avec force l'autonomie de son peuple : « Nous sommes nés libres, nous ne dépendons d'Onnontio non plus que de Corlar, il nous est permis d'aller où nous voulons, d'y conduire qui bon nous semble, d'acheter & vendre à qui il nous plaît. » La Barre doit accepter des conditions désavantageuses pour les Français affaiblis par le manque de vivres et la maladie.

#### Voyage au lac Champlain
En garnison chez un habitant à Montréal, Lahontan se plaint d'avoir passé l'hiver fort désagréablement en raison du « zèle indiscret des Prêtres Seigneurs de cette Ville » : « On n'y sauroit faire aucune partie de plaisir, ni jouer, ni voir les Dames que le Curé n'en soit informé, & ne le prêche publiquement en Chaire. Son zèle indiscret va jusqu'à nommer les gens [...] Vous ne sauriez croire à quel point s'étend l'autorité de ces Seigneurs Ecclésiastiques. [...] Ils veillent plus soigneusement à la conduite des filles & des femmes que les pères & les maris. Ils crient après les gens qui ne font pas leurs dévotions [...] Ils deffendent & font brûler tous les livres qui ne traitent pas de dévotion [...] Ils ne se contentent pas d'étudier les actions des gens, ils veulent encore fouiller dans leurs pensées. ». Un prêtre en visite chez lui se permet même d'arracher les pages de son exemplaire du Satyricon qu'il avait sur sa table.
Au mois de mars 1685, Lahontan est officier au fort Chambly. À la fin de septembre, il s'installe à Boucherville où il reste jusqu'au mois de juin 1687. Il meuble ses loisirs comme il l'entend. Il voyage jusqu'au lac Champlain, chasse le gibier à plume et à poil, et perfectionne sa connaissance de l'algonquin.

#### Voyage au fort Saint-Joseph
Dans la lettre XII, Lahontan exprime des doutes sur la politique suivie par Denonville envers les Iroquois. En raison de sa connaissance de la langue algonquine, il reçoit l'ordre, en juillet 1687, de mener un détachement au fort Saint-Joseph, établi sur la rive ouest de la rivière Sainte-Claire par Duluth. Il s'arrête au fort Frontenac (aujourd'hui Kingston) où les troupes font une expédition punitive dans les villages iroquois avoisinants sur ordre de Denonville. Elles en ramènent nombre de prisonniers parmi lesquels il s'en trouve un que Lahontan connaissait et qu'il empêche de torturer, suscitant la colère des Hurons alliés des Français : 

« Cette tyrannie me fit frémir de compassion et d'horreur. Ces infortunés chantaient jour et nuit (à la manière des peuples du Canada, lorsqu'ils tombent entre les mains de leurs ennemis). Ils disaient qu'on les trahissait sans raison, qu'on leur rendait le mal pour le bien, que pour les récom- penser du soin qu'ils avaient toujours eu depuis la paix de pourvoir ce fort de poissons et de bêtes fauves pour la subsistance de la garnison, on les liait et les attachait à des piquets. »

Cet acte de compassion lui vaudra quatre jours d'arrêt et il n'a la vie sauve qu'en plaidant avoir agi en état d'ivresse. Lahontan part ensuite pour fort Niagara, qu'il quitte au début d’août à la tête de son détachement et arrive à fort Saint-Joseph à la mi-septembre. Il y assume le commandement. Après un hiver de solitude, il quitte le fort le 1er avril 1688, pour Michillimakinac, afin d’aller chercher des provisions pour ses hommes. Il rencontre des survivants de l'expédition malheureuse de Cavelier de La Salle au Mississippi, et se lie avec le célèbre chef huron Kondiaronk, qui deviendra Adario dans les Dialogues.
Il quitte le fort de Michillimakinac le 2 juin 1688 pour le fort Saint-Joseph où il arrive le 1er juillet. Apprenant l'abandon du fort Niagara, il juge qu'une garnison au fort Saint-Joseph n'a plus d'utilité et décide de brûler ce fort le 27 août, en conformité avec les ordres de Denonville de rapatrier sur le Saint-Laurent les forces disponibles. Il regagne Michillimakinac le 10 septembre. Le 24 septembre 1688, il entreprend avec quelques hommes un voyage d'exploration qui le mènera à la Rivière Longue coulant de l'Ouest et qu'il remontera sur plusieurs centaines de milles, rencontrant diverses tribus amérindiennes dont plusieurs se montrent très accueillantes. Il est de retour à Michillimakinac le 22 mai 1689. Comme ce voyage n'est connu que par le récit qu'il en a fait dans la lettre XVI (voir ci-dessous), sans aucune confirmation par des traces officielles, sa réalité a souvent été mise en doute.

#### Auprès du gouverneur Frontenac
Lahontan rend compte de ses voyages à Denonville lors de son retour en juillet à Montréal, où il se trouve sans doute encore lors du massacre de Lachine par les Iroquois dans la nuit du 4 au 5 août 1689. Il semble que Denonville ait alors envisagé d'envoyer Lahontan reconnaître le Mississipi jusqu'à son embouchure, mais le projet est abandonné en raison de la reprise des hostilités en Europe. Lahontan se rend ensuite à Québec, où il arrive en septembre 1689. Il loge au château Saint-Louis et devient un familier du gouverneur Frontenac. Dans la lettre XX, il raconte longuement et avec un zeste d'ironie la tentative de prise de la ville de Québec par le major William Phips en octobre 1690. Il joint à son récit une carte de la ville.

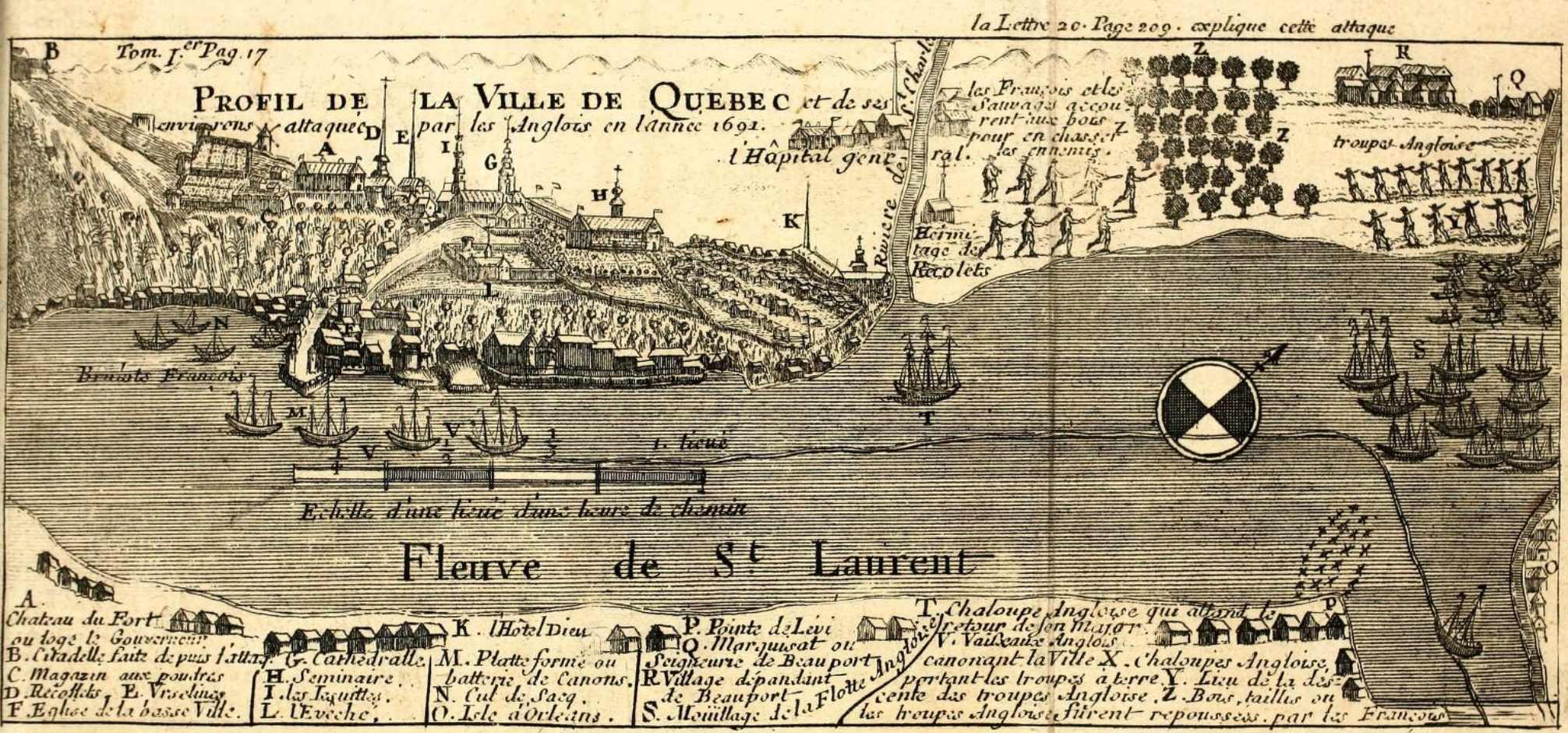
Ville de Québec en 1691.

Il retourne en France en novembre 1690 pour tenter de récupérer les biens dont il a été spolié. Sans succès, il est de retour à Québec en septembre 1691. Il retrouve la table de Frontenac et lui soumet en 1692, au cours de la Première guerre intercoloniale, des plans de défense et de fortification contre les Iroquois à l'ouest et une proposition de construction d'une flotte sur les Grands Lacs. Frontenac le charge d'aller soumettre ce plan à Versailles. Le bateau dans lequel il embarque le 27 juillet 1692 fait escale à Plaisance.

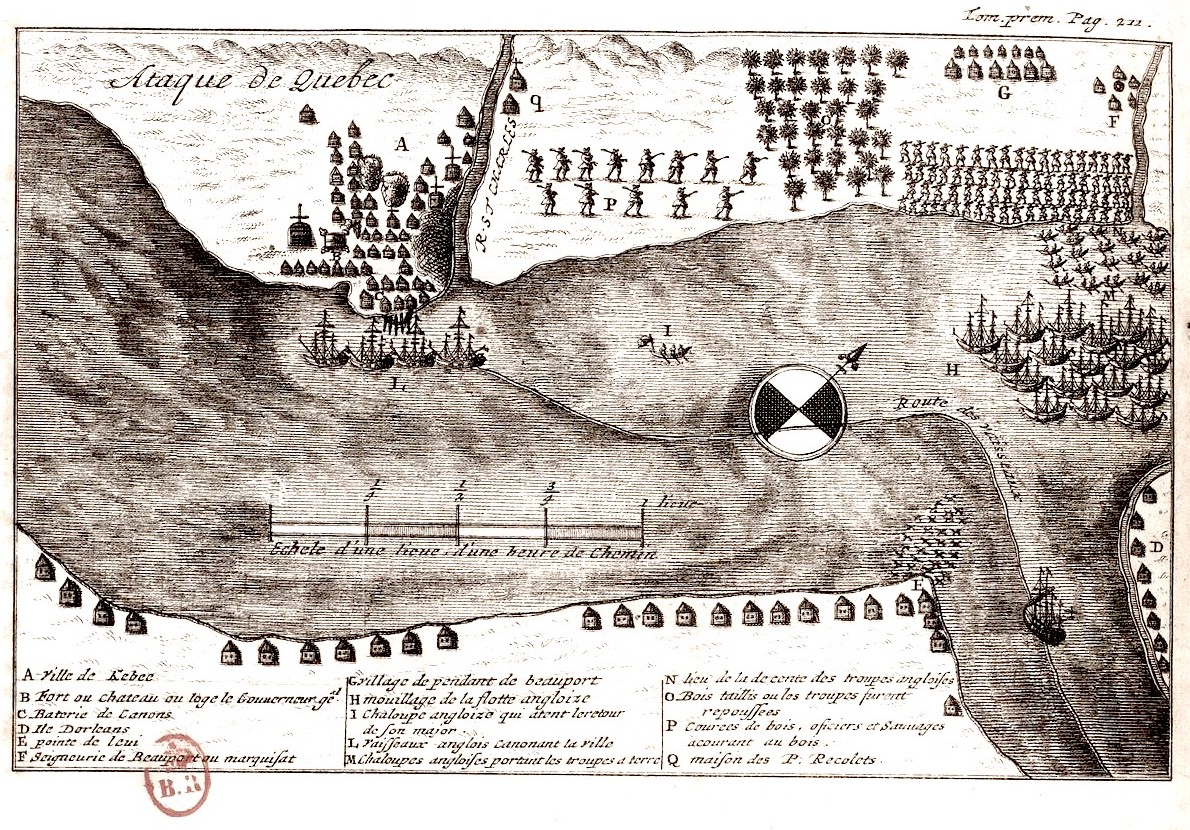
Attaque de Québec par W. Phips.

Cette ville étant attaquée par William Phipps, Lahontan participe à la défense du poste avec l'aide de pêcheurs basques qui font si bien que la flotte anglaise doit se retirer,. Lahontan repart pour la France et soumet son plan à Versailles. Celui-ci est rejeté en raison de son coût et pour des raisons commerciales.

#### Nomination à Plaisance
Au cours de son séjour à Paris, sa critique de la politique coloniale française lui attire l'inimitié de Pontchartrain, puissant ministre de la Marine. Il est cependant promu au grade de lieutenant du roi en fin 1692, et se voit confier la défense de Plaisance et Terre-Neuve sous les ordres du gouverneur Brouillan, avec mission de dresser une carte de la région et de formuler des recommandations sur l'administration, les pêcheries et l'économie de l'Acadie. En mai 1693, il s'embarque à Saint-Nazaire à destination de Plaisance. Le gouverneur, qui s'attendait à ce que son neveu soit nommé à ce poste, l'accueille très froidement. Dans son rapport au ministère, il accuse Lahontan d'insubordination tandis que Lahontan l'accuse de concussion et de retenir la paie des soldats. Craignant d'être arrêté, Lahontan s'embarque en décembre 1693 à destination de l'Europe et débarque le 31 janvier 1694 à Viana do Castelo sur la côte portugaise.

### Exil et errance en Europe
En avril 1694, il quitte le Portugal pour la Hollande. Il se rend à Hambourg, visite le Danemark, tente de se justifier à Versailles et fait intervenir à cet effet de puissants amis, mais rien ne put fléchir Pontchartrain. Il doit alors quitter la France précipitamment sous peine d'être arrêté. En 1697, il cherche à reprendre du service au Canada, mais sans succès. Il tente de se faire accepter à la cour du duc de Jouvenazo, vice-roi d'Aragon, à qui il envoie, en septembre 1699,le Journal de Jean Cavelier et écrit plusieurs lettres.
Installé en Hollande, désespérant que le Roi lui rende enfin justice, il se décide à mettre au point le récit de ses voyages à l'aide des notes qu'il a prises pendant son séjour en Nouvelle-France. Cette décision marquera une rupture définitive avec la France, car le secret d'État couvrait tout renseignement relatif à la colonie et touchait même la publication des relations des jésuites, dont la publication était suspendue depuis 1673. Il publie à partir de la fin de 1702 à La Haye plusieurs ouvrages qui rencontrent un vif succès. Il dédie le premier de ces livres au roi de Danemark, Frédéric IV. Il rédige aussi pour les autorités anglaises plusieurs mémoires visant à provoquer « un bouleversement complet de la géopolitique des Grands Lacs à l'avantage de l'Angleterre ». Il est cependant réduit à la misère. En 1707, il se rend à Berlin puis est invité à la cour de Hanovre, où il est apprécié pour « sa conversation enjouée » et où il se lie avec Leibniz. Il y reste jusqu'à sa mort le 21 avril 1716, à moins de 50 ans.

## Écrits

### Nouveaux Voyages

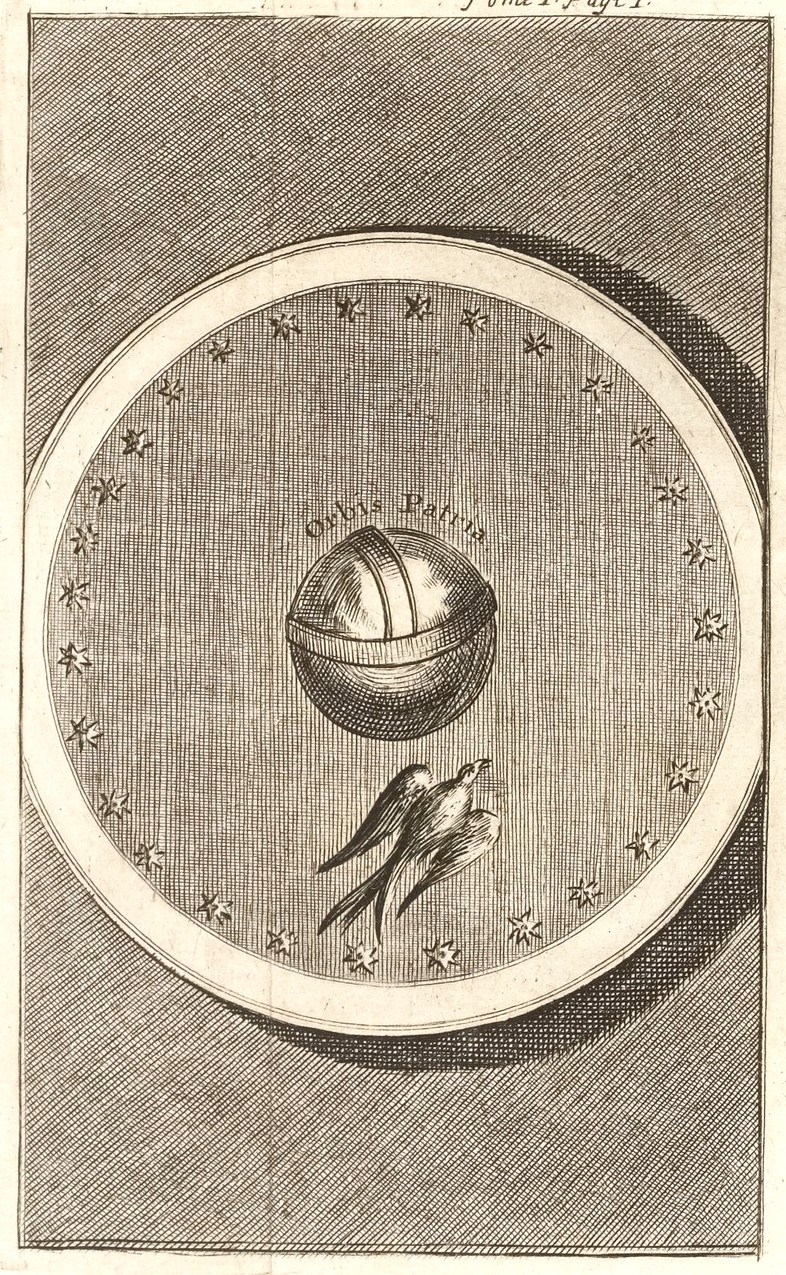
Planche de titre des Nouveaux Voyages. Une hirondelle vole auprès d'un globe terrestre ceint de l'inscription Orbis patria (« La Terre est ma patrie »).

Lahontan publie fin 1702 à La Haye les Nouveaux Voyages dans l'Amérique septentrionale, qui comptent 25 lettres envoyées à un parent durant son séjour en la colonie française de Canada entre le 8 novembre 1683 et le 31 janvier 1694 : description de son voyage et de son arrivée en Canada, ville de Québec et Île d'Orléans, villages hurons autour de Québec, les Iroquois et l'art de la guerre, les canoës d'écorce de bouleau, la navigation sur le fleuve Saint-Laurent jusqu'au Fort Frontenac, la fortification de Montréal, la chasse au castor et à d'autres animaux, Niagara, Sault-Sainte-Marie, voyage sur la Rivière Longue... Cet ouvrage est traduit en anglais dans les mois qui suivent la publication en Hollande.
Lahontan s'est servi de lettres adressées à un vieux parent dont on apprend parfois qu'il s'est déplacé en province. Il les a augmentées à l'aide de ses lectures et de notes prises durant son séjour, et les a réorganisées quelque peu mais, « dans l'ensemble, elles donnent l'impression de choses vues et vécues. » et sont « probablement authentiques ».
Au fil du récit, Lahontan manifeste un sens aigu d'observation des sociétés qu'il visite et se montre d'une curiosité insatiable, avide d'apprendre à connaître la langue et le mode de vie des autochtones. Doué de beaucoup d'humanité et d'empathie, il est choqué devant les tortures infligées aux prisonniers iroquois et tente parfois d'y mettre fin à ses risques et périls. Il se révèle aussi fin psychologue et habile à commander ses troupes. En tant qu'auteur, il revendique une parfaite objectivité, à l'encontre des missionnaires qui écrivent « pour le crédit de leur cause ». Ainsi que l'affirme son éditeur dans la Préface, Lahontan possède « les qualités nécessaires à tout narrateur, d'écrire comme s'il n'avait ni Patrie ni Religion. »
Lahontan est très critique à l'égard du clergé, particulièrement des jésuites, dont le pouvoir est énorme dans la colonie : « Les Gouvernements Politique, Civil, Ecclésiastique & Militaire, ne sont, pour ainsi dire, qu'une même chose en Canada, puisque les Gouverneurs Généraux les plus rusés ont soumis leur autorité à celle des Ecclésiastiques. » Il revient sur cette question dans les Mémoires : « On nomme les gens par leur nom à la prédication : on défend sous peine d'excommunication la lecture des Romans & des Comédies. »
Dans son avant-dernière lettre, il raconte une longue conversation avec un médecin portugais sur l'origine des différences physiques entre les êtres humains — annonçant le genre dialogué de son ouvrage ultérieur.

#### Voyage sur la«Rivière Longue»

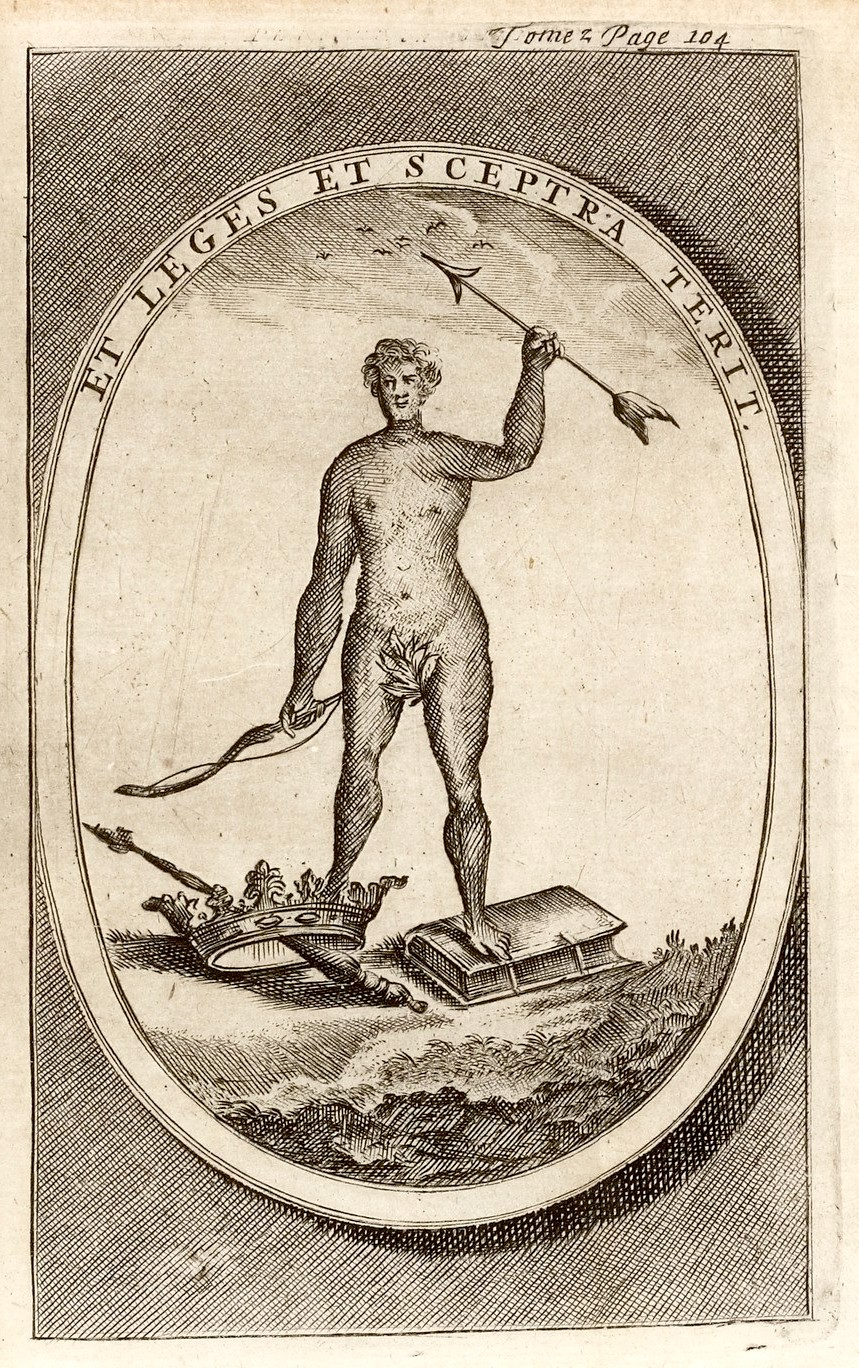
Planche de titre des Nouveaux Voyages. Un autochtone foule aux pieds codes de lois et sceptres, surmonté d'une inscription latine (Et leges et sceptra terit « Il foule aux pieds les lois et les sceptres »)

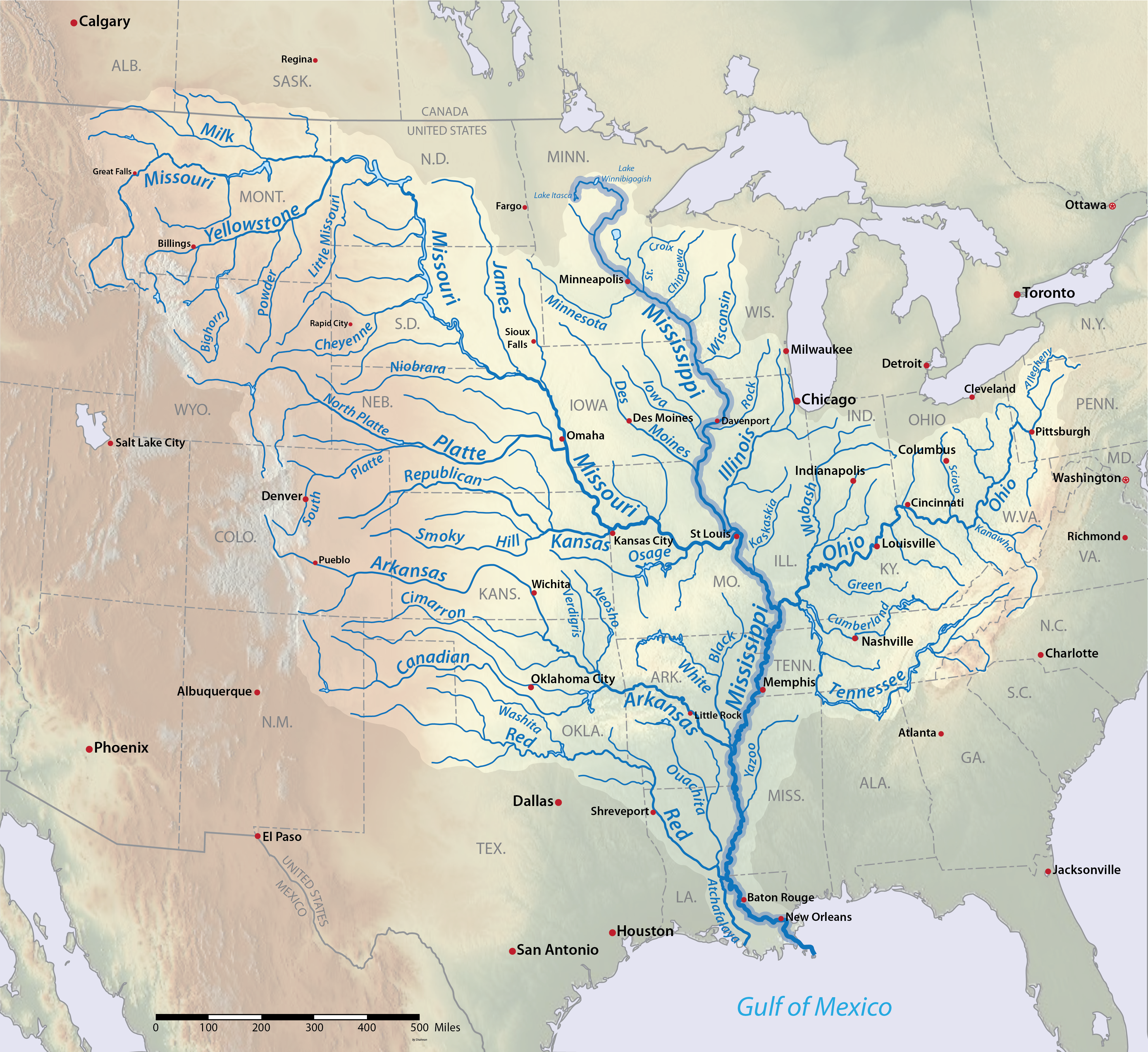
Carte actuelle du bassin du Mississippi

La lettre XVI est la plus longue du recueil et occupe près de 20% du volume. Lahontan y relate une expédition d'exploration vers le sud qui a débuté le 24 septembre 1688, alors qu'étant en poste au fort Michillimakinac, il voulait éviter l'ennui d'y passer l'hiver. Accompagné de cinq « bons chasseurs outaouais » et d'une partie de son détachement, il pénètre dans le lac Michigan par le nord et s'arrête quelques jours dans une tribu où il observe des castors apprivoisés. Passant par la baie des Puants et la rivière Fox, il arrive au fort des Outagamis puis fait du portage jusqu'à la rivière Wisconsin. De là, il gagne le fleuve Mississippi qu'il remonte pour s'engager à partir du 3 novembre dans « un long voyage sur la rivière Longue, un affluent du Mississippi, sans doute la rivière Minnesota »,. Au cours de ce voyage, qu'il fait à la rame et à la voile quand le vent s'y prête, il rencontre de nouvelles tribus qui l'assistent dans son entreprise. Il est bien accueilli par les Eokoros (Dakotas), qui gardaient un bon souvenir de l'explorateur Radisson mais qui le mettent en garde contre les Nadouessis (Sioux). Le cacique de la tribu des Essanapés (Assiniboines) lui fournit quatre pirogues, qui sont un moyen de navigation plus adéquat que des canots d'écorce . Lahontan arrive ensuite chez les Gnacsitares Ces derniers sont assez hostiles au début parce qu'ils prenaient les Français pour des Espagnols du Nouveau Mexique. Le soupçon une fois dissipé, les Gnacsitares lui dessinent une carte de la région sur deux peaux de cerfs et lui présentent quatre esclaves Mozeemleck dont la barbe touffue l'étonne vivement. Ceux-ci lui décrivent leur pays comme étant formé de « six belles villes » situées le long de la rivière Rouge. Ils lui parlent aussi des Tahuglauk, qui fabriquent de grands bateaux, des étoffes et des haches de cuivre et qui portent aussi la barbe, ont une tunique et un chapeau pointu. Les caractéristiques de ces peuples ont beaucoup intrigué, mais il faut se souvenir que Lahontan rapporte ici, entre guillemets, les propos des esclaves des Gnacsitares, ajoutant : « malheureusement je manquois d'un bon interprète, & ayant affaire à plusieurs hommes qui ne s'entendoient pas eux-mêmes, c'étoit un galimatias où je ne comprenais rien. » Le dégel étant arrivé, Lahontan ne poursuit pas plus avant et entreprend le voyage du retour, arrivant à Michillimakinac le 22 mai 1689.

Cette exploration, qui couvre un immense territoire, a été abondamment discutée par les historiens et a suscité pendant longtemps de nombreuses réserves. Pour Charlevoix, il s'agit d'une pure fiction, alors que pour L'abbé Prévost, ce voyage « ne paraît pas moins vérifié par le témoignage de ses soldats que par le sien. » Il apparaît toutefois difficile de réaliser un voyage de plus de 4 000 km en hiver, sans préparatifs ni sources de financement adéquats. Si certains vont jusqu'à qualifier Lahontan de « faussaire », la réalité du voyage ne fait cependant pas de doute pour Stephen Leacock, qui a étudié les explorateurs nordiques et qui insiste sur le contexte de cette exploration : c'était alors à qui baliserait le premier un vaste territoire encore inconnu des Européens. Réal Ouellet a produit de cette lettre une édition critique solidement documentée et annotée, avec référence aux travaux récents en archéologie, linguistique et anthropologie qui attestent la plupart des informations qui y sont fournies. Il semble donc bien que cette expédition est réelle, mais limitée et que La Hontan a ajouté des compléments d'information obtenus auprès de tribus indiennes qu'il a rencontrées. À la fin du compte rendu de ce voyage, Lahontan se montre conscient des limites de son travail ethnographique : 

« [mon récit] est trop superficiel pour philosopher sur l'origine, la croyance, les mœurs & les manières de tant de Sauvages, non plus que sur l'étendue de ce continent vers l'Ouëst. Je me suis contenté seulement de faire réflexion sur les causes du mauvais succès des découvertes que plusieurs habiles hommes ont entrepris dans l'Amérique par Mer et par Terre. »

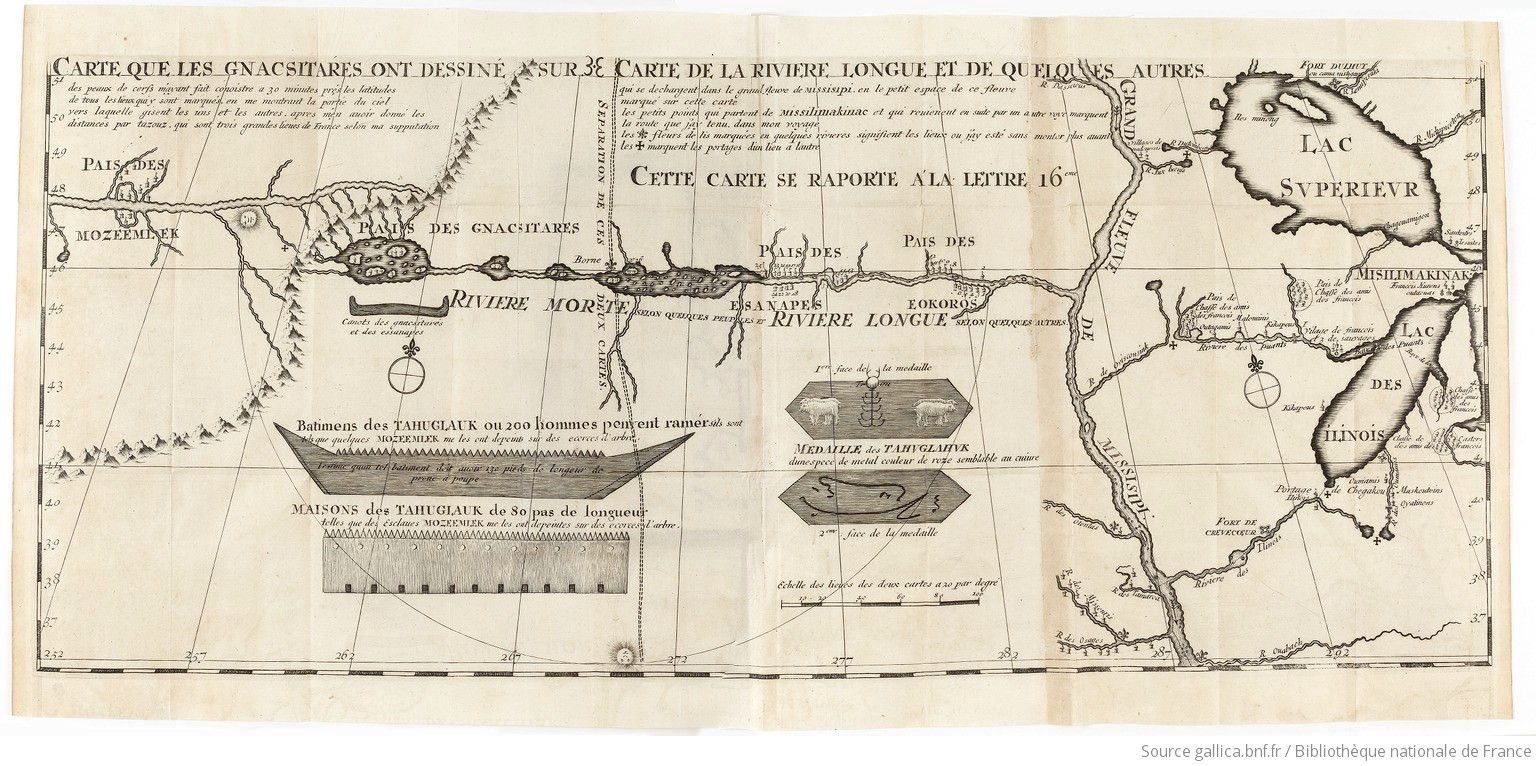
Carte de la Rivière Longue dessinée par les Gnacsitares[n 28].

### Mémoires de l'Amérique septentrionale

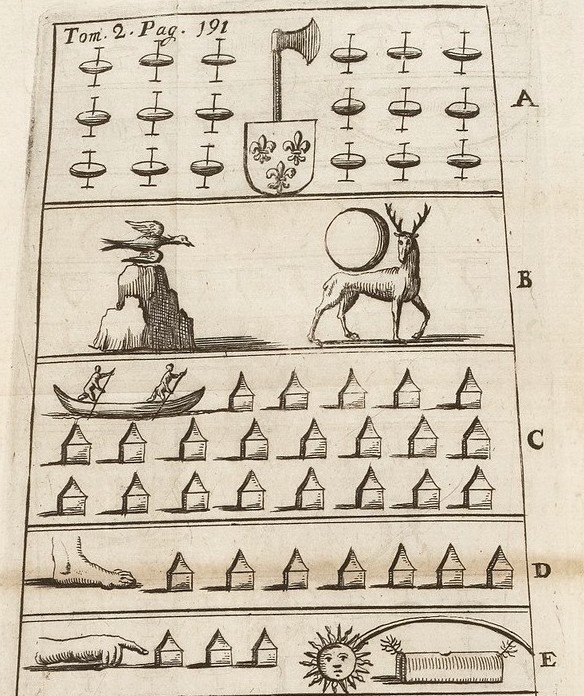
Une expédition racontée en écriture pictographique sur de l'écorce.
La section A signifie que 180 soldats (18 * 10) français (armoiries) ont fait une expédition guerrière (hache).
En B. L'oiseau marque le départ de la troupe, depuis une montagne (Montréal), au cours de la Lune du Cerf, soit le premier quartier du mois de juillet.
C. Le trajet en canoë a duré 21 jours.
D. Le pied indique la marche et les cabanes le nombre de jours de marche.
E. La main signifie que la troupe s'est approchée, jusqu'à trois journées de marche, du côté est (soleil levant) du village des Iroquois Tsonontouans, dont les armes sont une longue maison encadrée par deux arbres penchés...

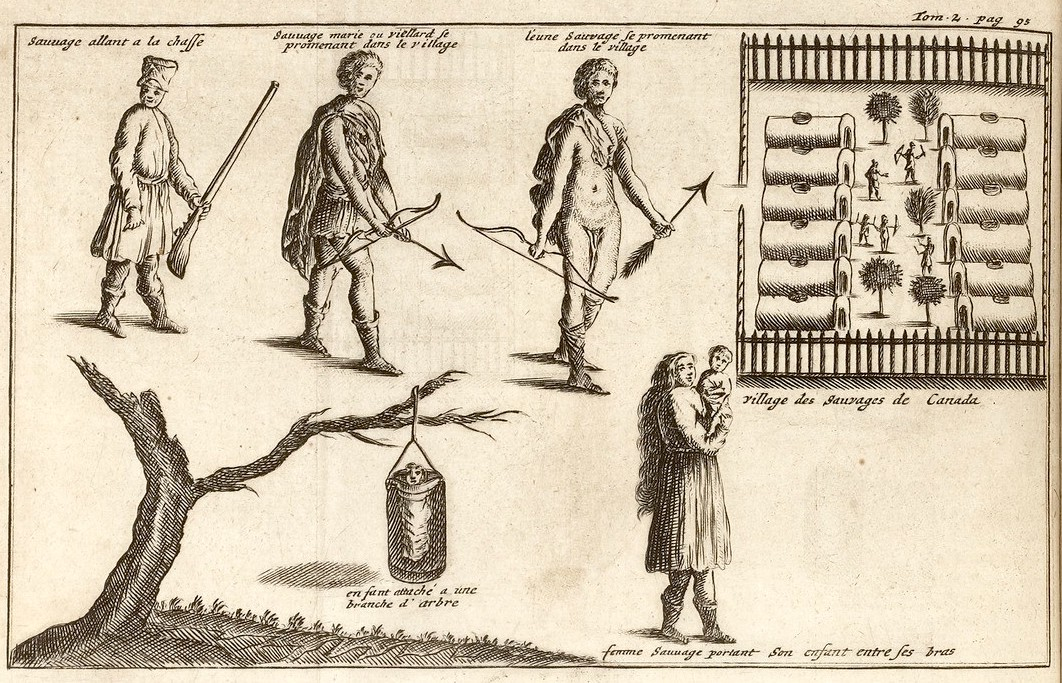
Représentation des autochtones dans diverses situations : chasseur, adulte, jeune homme, bébé suspendu à un arbre, femme avec enfant, disposition des cabanes dans un village.

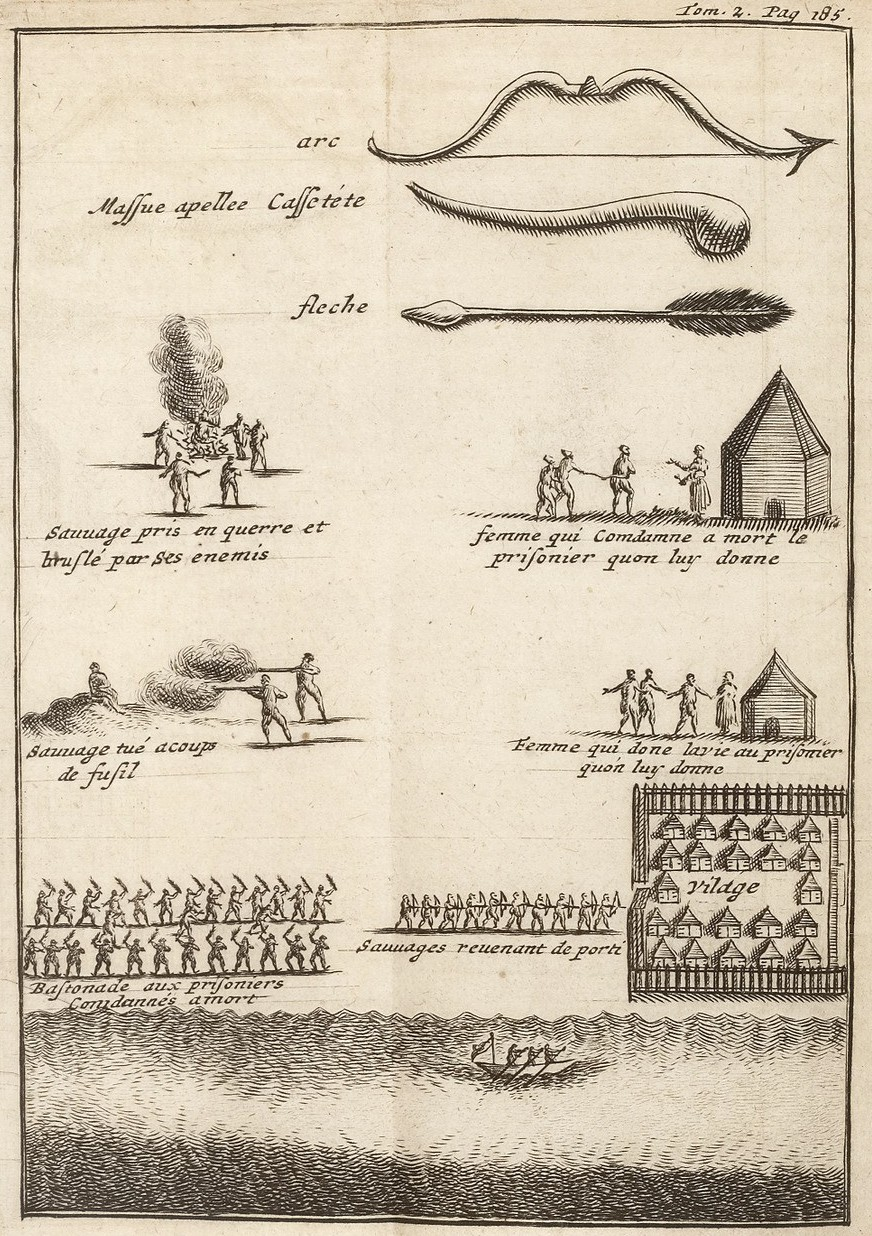
Scènes et objets de guerre.

Le tome II des Nouveaux Voyages est constitué par les Mémoires de l'Amérique septentrionale (1703), dans lequel Lahontan propose une description encyclopédique de la Nouvelle-France « vulgairement appelée le Canada ». En publiant ces informations, l'auteur est conscient de révéler bien des « choses qui jusqu'à présent ont été cachées par raison d'État ou de politique. »
L'ouvrage est précédé de la Carte générale de Canada reproduite ci-dessus. Après des considérations sur la géographie du pays, Lahontan détaille la flore et la faune (42 noms de mammifères, 50 noms d'oiseaux, 34 noms de poissons) en donnant des explications sur certaines appellations.
L'auteur énumère en les localisant une quarantaine de nations autochtones, mentionnant pour chacune la langue qui s'y parle. Il décrit ensuite longuement leurs us et coutumes : religion, respect des vieillards, jeux, mariage, liberté sexuelle (« courir l'allumette »), pratiques contraceptives, veuvage, absence totale de jalousie, hommes et femmes célibataires. Il insiste sur l'absence d'inégalités chez ces peuples car « Les Sauvages ne connoissent ni le tien, ni le mien [...] Il n'y a que ceux qui sont chrétiens, & qui demeurent aux portes de nos Villes, chez qui l'argent soit en usage. Les autres ne veulent ni le manier, ni même le voir, ils l'appellent le Serpent des François. » En ce qui concerne les relations entre les sexes, il affirme que « les hommes sont aussi indifférents que les filles sont passionnées. » Comme il a surtout fréquenté les Algonquins, c'est surtout sur eux qu'il base ses observations.

Il note que les autochtones n'utilisent pas d'épices dans leur alimentation : « ils ne peuvent souffrir le goût du sel, ni des épiceries »,. Il décrit les ravages de l'alcool, souvent frelaté, dont abusent les autochtones : 

« L'eau de vie fait un terrible ravage chez les Peuples du Canada, car le nombre de ceux qui en boivent est incomparablement plus grand que le nombre de ceux qui ont la force de s'en abstenir. Cette boisson qui est meurtrière d'elle-même, & que l'on ne porte pas en ce Païs-là sans l'avoir mixtionnée, les consume si fort qu'il faut en avoir vû les funestes effets pour les croire. Elle leur éteint la chaleur naturelle & les fait presque tous tomber dans cette langueur qu'on appelle consomption. Vous les voyez pâles, livides & affreux comme des Squelettes. »

En matière de traitement des maladies, les autochtones sont très critiques à l'égard de certaines pratiques en usage chez les Européens, tels le lavement, la saignée et les vomitifs : 

« Ils ne peuvent comprendre comment nous sommes assez fous pour nous servir de vomitifs [...] mais ils sont encore plus surpris de la saignée, parce que, disent-ils, le sang étant la mèche de la vie, il serait plus avantageux d'en remettre dans les vaisseaux que de l'en faire sortir, puisque la vie se dissipe quand on en ôte le principe et la cause. »

Pour leur part, ils estiment que « le sommeil & les sueurs sont capables de guérir l'homme du monde le plus accablé d'infirmitez [...] et ne passent jamais huit jours sans suer, soit qu'ils soient malades, soit qu'ils se portent bien. » À cet effet, ils utilisent le sauna : 

« Cinq ou six Sauvages suent aisément dans un lieu destiné à cet usage, lequel endroit est un espèce [sic] de four couvert de nattes et de peaux, etc. On y met au centre une écuelle pleine d'eau brûlante, ou de grosses pierres enflammées, ce qui cause une si grande chaleur qu'en moins de rien on y sue prodigieusement. »

Dans les cas où ce traitement ne suffirait pas, ils font appel à un « jongleur » : « une espèce de Médecin, ou pour mieux dire de Charlatan, qui s'étant guéri d'une maladie dangereuse, est assez fou pour s'imaginer qu'il est immortel, & qu'il a la vertu de pouvoir guérir toutes sortes de maux en parlant aux bons & aux mauvais Esprits. »
Lahontan décrit longuement l'habitat des castors, leur ingéniosité, les méthodes de chasse utilisées par les autochtones et la grande estime que ceux-ci leur vouent « disant qu'ils ont trop d'esprit, de capacité & de jugement, pour croire que leurs âmes meurent avec le corps », et affirmant pour sa part que « Les Castors font paroître tant d'artifice dans leurs Ouvrages, qu'on ne peut sans se faire violence l'attribuer au seul instinct. »
Il s'intéresse aussi à la pratique de la guerre et au traitement des prisonniers, qui varie beaucoup selon les nations, certaines étant extrêmement cruelles alors que d'autres font preuve d'humanité. Les prisonniers qui ne sont pas tués sont offerts aux familles dépourvues d'esclaves et qui peuvent décider de les tuer ou de les adopter.
Il donne un dessin des armoiries ou animaux emblématiques de chaque tribu et montre comment les autochtones suppléent à l'absence d'écriture en se servant de symboles pictographiques, qu'il appelle « hiéroglyphes » (voir illustrations). L'ouvrage se termine avec quelques données grammaticales volontairement simplifiées sur la langue algonquine et un lexique assez « rudimentaire » de quelque 350 mots et expressions usuelles qu'il a apprises « auprès des Algonquins, des Ojibwés et des Outaouais, avec qui il a été le plus souvent en contact ».
Les Mémoires sont la partie de l'œuvre de Lahontan qui a été la plus utilisée comme matériau historique et ethnographique. Ils constituent le premier ouvrage qui se consacre aux peuples autochtones du Canada en tant qu'objet spécifique, créant ainsi « les cadres d'une réflexion ethnologique. »
Selon Réal Ouellet, « Les Nouveaux Voyages et les Mémoires constituent la somme encyclopédique la plus achevée du début du XVIIIe siècle sur l'Amérique du Nord et, hors l'épisode de la Rivière Longue, on n'a pu jusqu'ici contester sérieusement l'exactitude factuelle des données géographiques, historiques ou ethnohistoriques . »

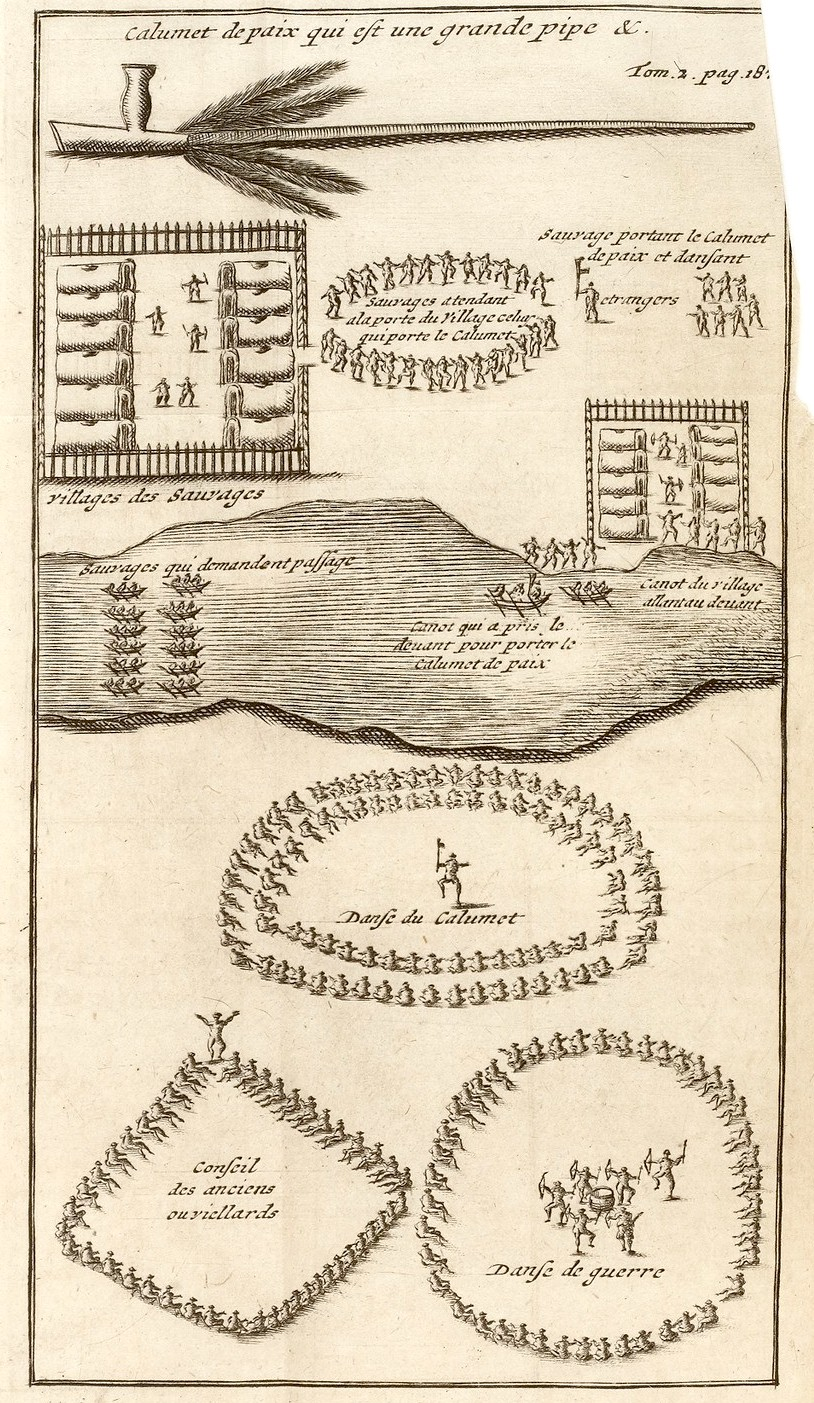
Calumet de la paix et danses.
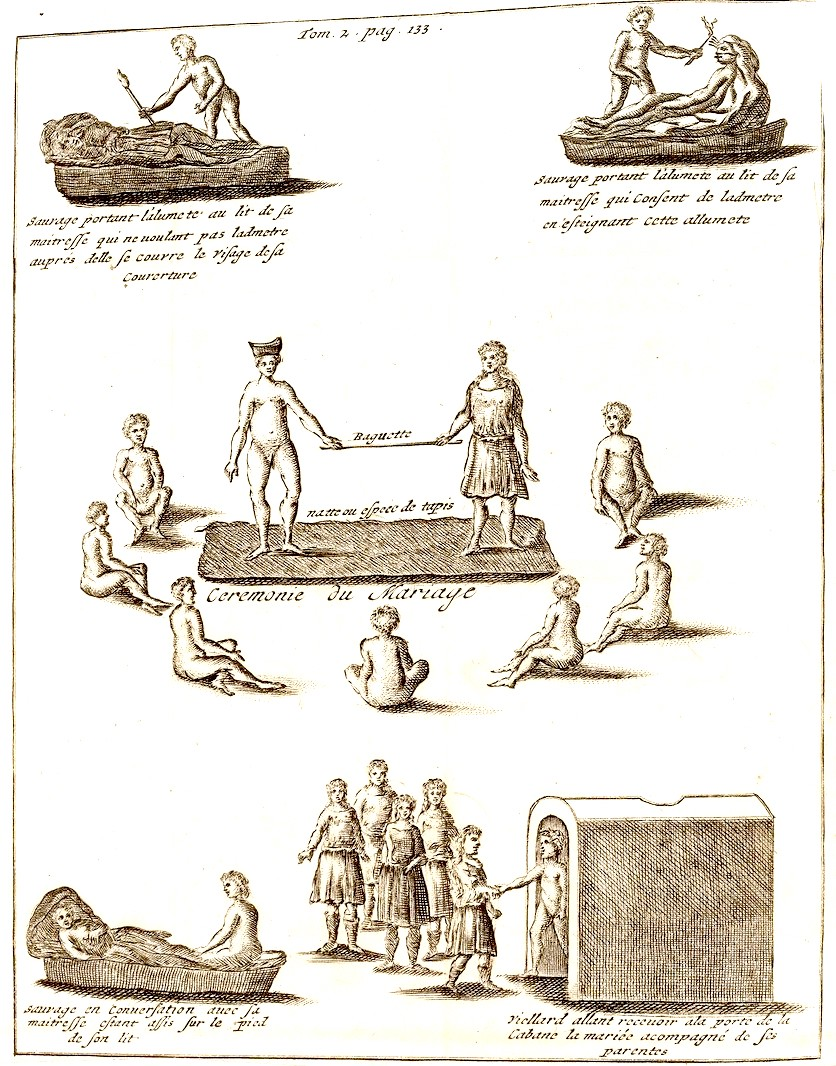
Approches amoureuses.
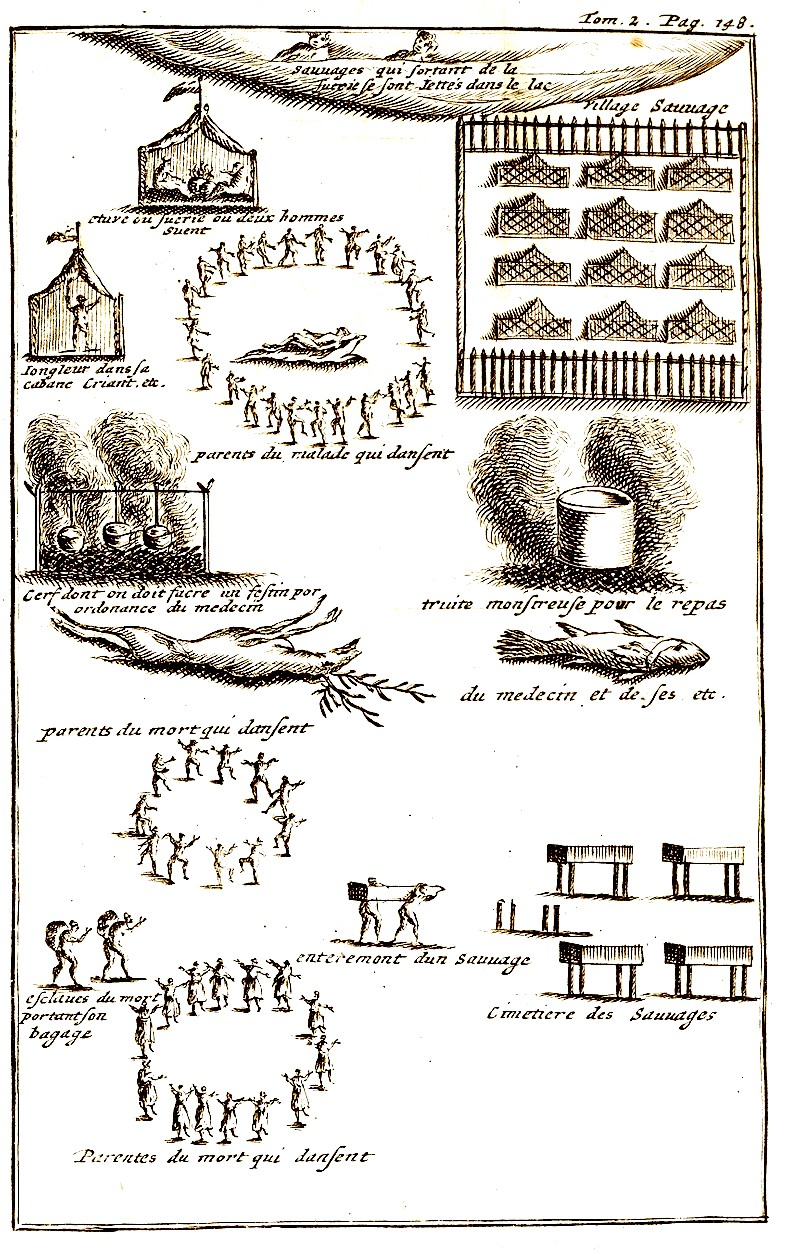
Pratiques curatives.
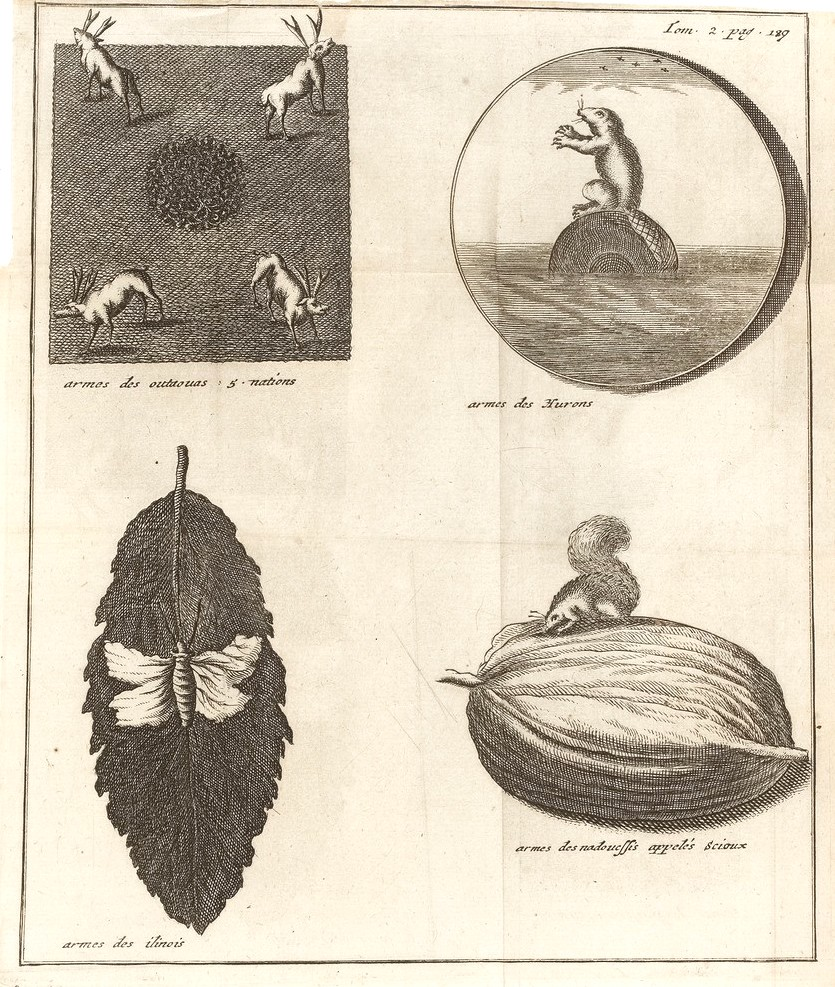
Armes des Outaouais, des Hurons, des Illinois et des Sioux.
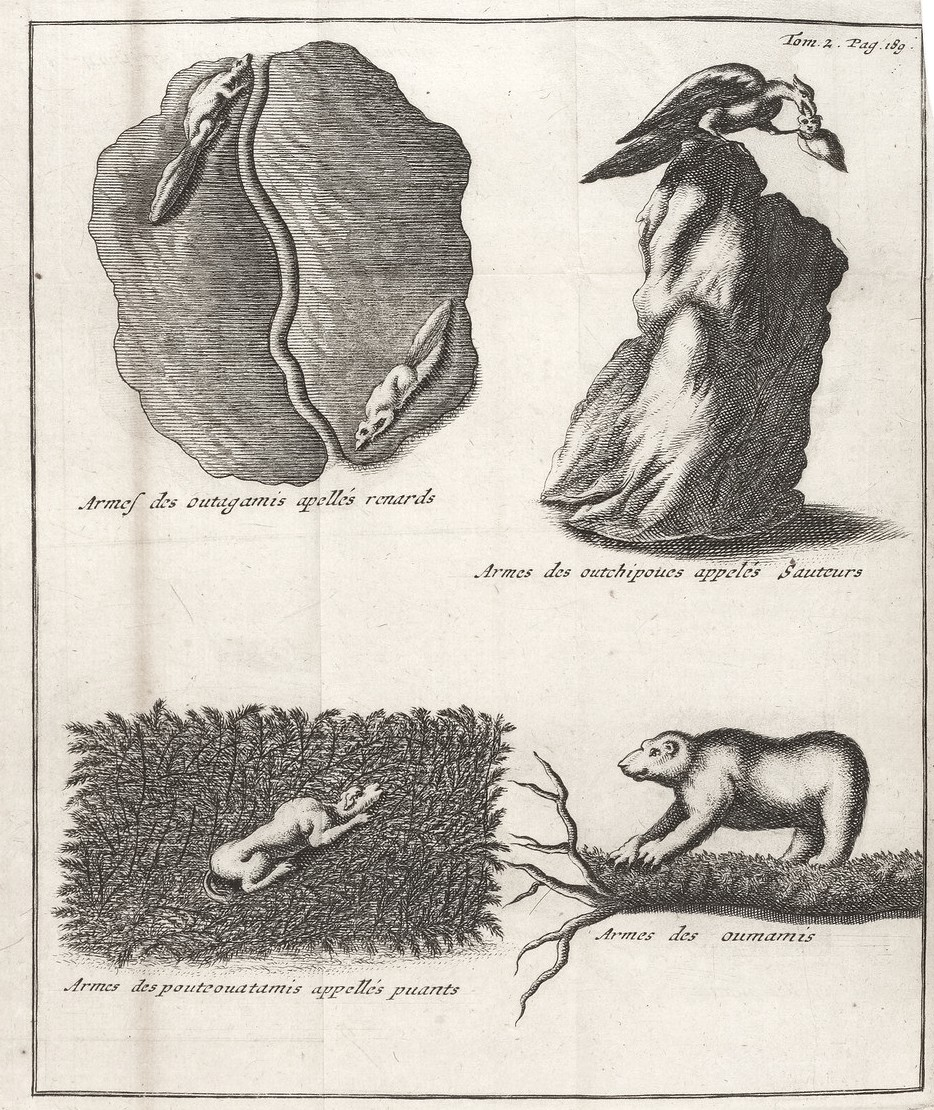
Armes des Outagamis, des Outchipoues, des Pouetouatamis et des Oumamis.

### Dialogues entre un Sauvage et le baron de Lahontan

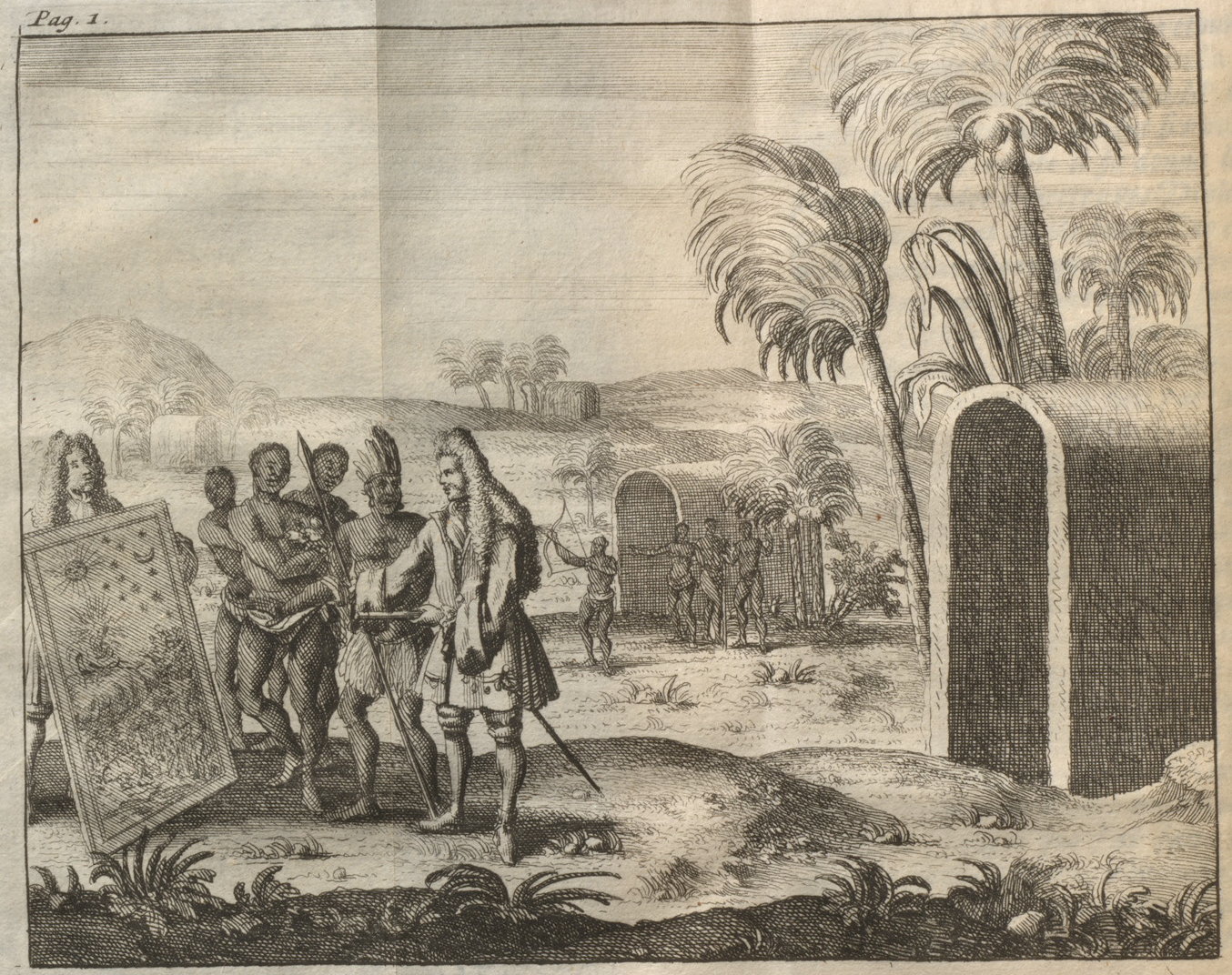
Illustration liminaire de Dialogues avec un Sauvage

En 1703, il publie Suite du voyage de l'Amérique, qui contient en première partie les Dialogues ou Entretiens entre un Sauvage et le baron de Lahontan, suivi de sept lettres composant ses Voyages de Portugal et de Danemarc.

Les Dialogues traduisent le choc culturel que le jeune Lahontan a éprouvé en découvrant la culture et le mode de vie des Amérindiens, ainsi que « le malaise qu'il ressent face à sa propre culture ». Il envie profondément la liberté dont jouit l'autochtone représenté en planche de titre des Nouveaux Voyages, ainsi qu'il l'exprime dans la préface : 

« J’envie le sort d’un pauvre Sauvage, qui leges & Sceptra terit, & je souhaiterois pouvoir passer le reste de ma vie dans sa Cabane, afin de n’être plus exposé à fléchir le genou devant des gens qui sacrifient le bien public à leur intérest particulier. »

Cet ouvrage met en scène, « pour la première fois sans doute dans la littérature européenne, un Sauvage, Adario, discutant sur un pied d'égalité avec un Français. » Par son succès, ce livre a « cristallisé le mythe du Bon Sauvage [et] surtout mis en scène le stéréotype du Sauvage raisonneur qui remet en cause toutes les valeurs de la civilisation ».
Dans l'avis au lecteur qui précède les Dialogues, l'auteur dit vouloir répondre à ceux de ses amis qui « auroyent souhaité une plus ample Relation des mœurs & coutumes des Peuples auxquels nous avons donné le nom de Sauvages ». Il dit aussi avoir montré son manuscrit à « Mr le Comte de Frontenac, qui fut si ravi de le lire, qu'ensuite il se donna la peine de m'aider à mettre ces Dialogues dans l'état où ils sont. Car ce n'était auparavant que des Entretiens interrompus, sans suite & sans liaison. »
L'ouvrage relate divers entretiens avec un « Sauvage de bon sens » qui a pour nom Adario, anagramme partielle de Kondiaronk, grand chef wendat que Lahontan rencontra en 1688 et avec qui il se lia d'amitié — « il est véritablement mon ami et il sait que je suis le sien » — alors qu'il se trouvait à Michilimackinac,. Kondiaronk avait alors 39 ans selon l'auteur. Un critique l'a décrit comme « une espèce d'Ulysse indien, mélange de bravoure et d'astuce ». Le personnage d'Adario apparaît déjà dans les Mémoires dans une réflexion sur le malheur de la guerre, qu'il impute à la faculté de penser : « la raison des hommes est le plus grand instrument de leur malheur, & que s'ils n'avoient point la faculté de penser, de raisonner & de parler ils ne se feroient pas la guerre comme ils font sans aucun égard à l'humanité & à la bonne foi. »

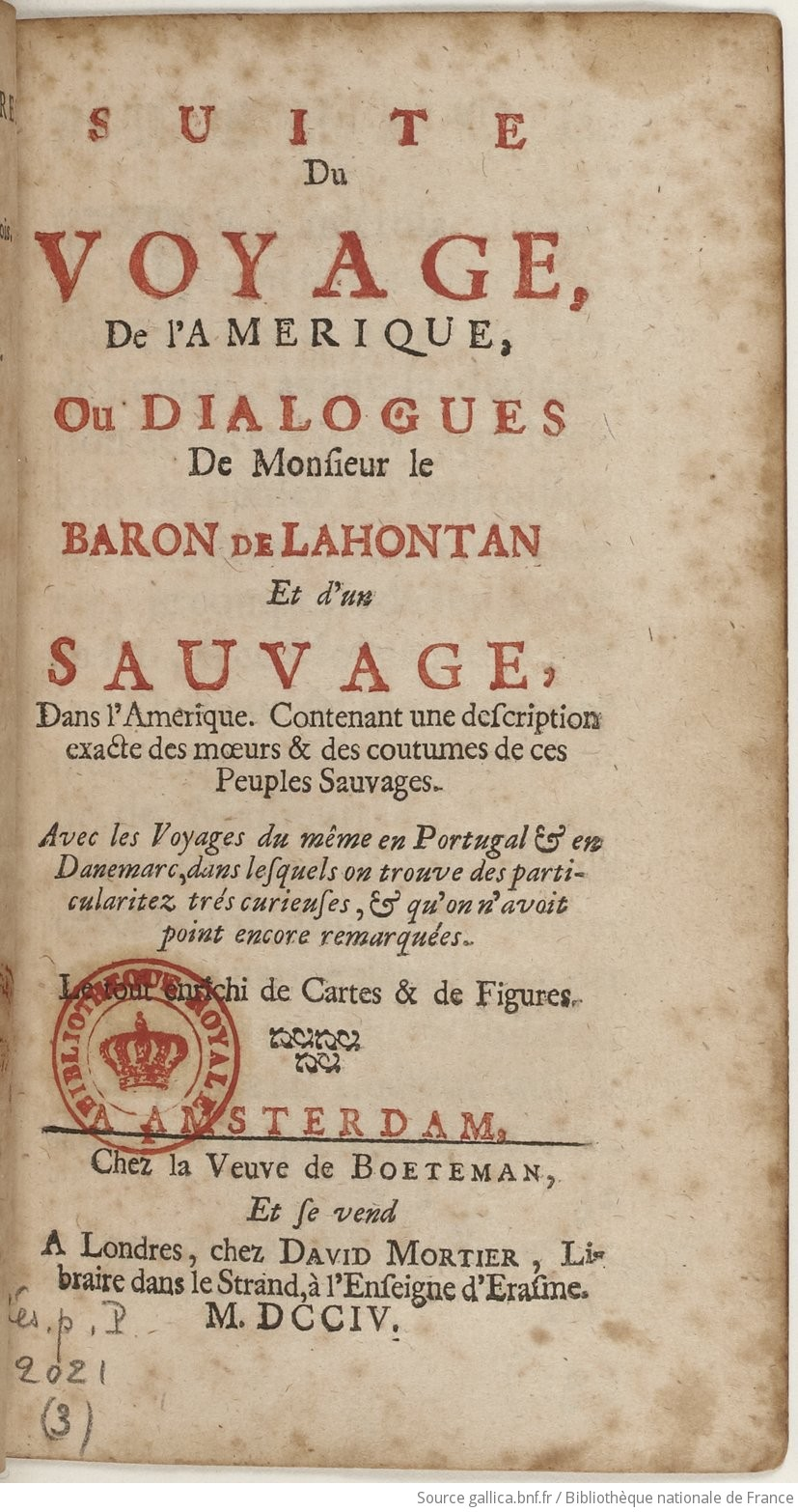

Le premier entretien porte sur la religion. Adario rejette l'idée que son peuple n'ait pas « conoissance du vray Dieu » vu qu'il croit à l'existence d'un créateur de l'Univers, à l'immortalité de l'âme et qu'il possède un sens moral. Il insiste pour que son interlocuteur lui permette de douter de tout ce que les jésuites enseignent au sujet de la religion : 

« Car, dès qu'on me dira que Dieu, dont on ne peut se représenter la figure puisse produire un Fils sous celle d'un homme, je répondrai qu'une femme ne sçauroit produire un Castor, parce que chaque espèce dans la nature y produit son semblable. »

 Il rejette vigoureusement la croyance au diable et à l'enfer. En revanche, le texte est silencieux en ce qui concerne les tabous, les rites et la mythologie des autochtones.
Rappelant à plusieurs reprises qu'il est allé en France, à New York et à Québec, Adario se montre bien au courant des mœurs et des croyances des Anglais et des Français. Certes, l'affirmation selon laquelle Kondiaronk serait allé en France est généralement contestée. Pourtant, il est établi que la Confédération Wendat a envoyé un ambassadeur à la cour de Louis XIV en 1691. Or, Kondiaronk, étant à la fois chef de guerre et chef du Conseil, était tout désigné pour ce rôle. Par ailleurs, durant les années suivant ce voyage, le gouverneur Frontenac a souvent invité à sa table le chef Wendat, ainsi que Lahontan, pour y tenir des discussions assez similaires à celles des Entretiens. Par la puissance de ses arguments et ses qualités de négociateur, Kondiaronk réussira à mettre un terme aux guerres fratricides avec les Iroquois et à établir la Grande Paix de Montréal en 1701.

Les entretiens des Dialogues tendent à établir la supériorité de la société amérindienne, ainsi qu'Adario l'affirme avec force en ce qui a trait à la moralité publique en expliquant que l'absence d'argent fait que le vol y est inconnu : « C'est un fait aisé à prouver par l'exemple de tous les Sauvages du Canada : puisque malgré leur pauvreté ils sont plus riches que vous, à qui le Tien & le Mien fait commettre toutes sortes de crimes. » Du fait de l'impossibilité d'accumuler des richesses, cette société est aussi plus égalitaire et plus libre que la société européenne, où le pouvoir de l'argent peut engendrer du pouvoir sur les autres. Adario revient plus loin sur cette question : 

« Je dis donc que ce que vous appelez argent est le démon des démons, le tyran des François; la source des maux; la perte des âmes et le sépulcre des vivants [...] Cet argent est le père de la luxure, de l'impudicité, de l'artifice, de l'intrigue, du mensonge, de la trahison, de la mauvaise foi, & généralement de tous les maux qui sont au monde. »

Dans le deuxième entretien, qui porte sur les lois, Adario questionne le principe même de la colonisation par les Français : « Avons nous été en France vous chercher ? C’est vous qui estes venus ici nous trouver. Qui vous a donné tous les païs que vous habitez ? De quel droit les possédez vous ? ». Il approfondit une des différences fondamentales entre les deux civilisations en expliquant que, sa société n'ayant pas d'argent, elle n'a pas besoin de lois ni de juges : « Pourquoy est-ce que nous ne voulons pas admettre cet argent? C'est parce que nous ne voulons pas de lois, & que depuis que le monde est monde nos Pères ont vécu sans cela [...] Nous vivons simplement sous les lois de l'instinct et de la conduite innocente que la Nature sage nous a imprimée dès le berceau. » Il conseille donc à Lahontan de se faire Huron.
Par la suite, une discussion sur le bonheur oppose la vie simple des autochtones à celle des Européens. Alors que le Français affirme que « la vie serait ennuyeuse si l'esprit ne nous portait à désirer à tout moment quelque chose de plus que ce que nous possédons », Adario vante au contraire la tranquillité d'esprit, la nourriture saine, la liberté de mouvement, la communauté de biens et l'absence de pauvres dans leurs villages ainsi que les plaisirs de la chasse. Il incite Lahontan à se libérer des passions qui tyrannisent les Français.
Enchaînant sur la santé, Adario vante la longévité des Hurons, qu'il attribue à un mode de vie actif ainsi qu'à un régime sain. Il énumère toutes sortes d'infirmités et maladies qui accablent les Français mais qui sont inexistantes dans son peuple et il marque son opposition radicale à la saignée. Après avoir toutefois déploré l'air vicié de leurs cabanes sans fenêtres, il fait l'éloge de la pratique des sueries en usage dans son peuple : « Or, il est constant que si de temps en temps vous vouliez suer de cette manière, vous vous porteriez le mieux du monde, & tout ce que le vin, les épices, les excès de femmes, de veilles, & de fatigues pourraient engendrer de mauvaises humeurs dans le sang, sortiraient par les pores de la chair. »
Cet entretien se termine par une discussion sur le mariage — auquel les parents hurons ne peuvent pas s'opposer, contrairement à ce qui se passait en France —. Les interlocuteurs évoquent la faible fécondité des femmes autochtones, leur liberté sexuelle, la pratique de l'avortement et le traitement inégal, dans la société européenne, de l'infidélité selon qu'elle est le fait de l'homme ou de la femme : « Chacun loue le Cavalier, & méprise la femme [...] Si les maris ont des maîtresses, pourquoy leurs épouses n'auront-elles pas des Amants? »

Lahontan évoque à plusieurs reprises la contradiction entre la liberté dont se targue Adario et la pratique de l'esclavage dans son peuple, mais se montre un piètre défenseur du mode de vie européen et ses arguments frôlent parfois la parodie selon la lecture de l'époque. Dans le dialogue sur le bonheur, Adario invite les Français à adopter le mode de vie autochtone : 

« Vous vivriés tous de cette maniére là, vous seriés aussi grands maîtres les uns que les autres. Vôtre richesse seroit, comme la nôtre, d’aquérir de la gloire dans le mêtier de la guerre, plus on prendroit d’esclaves, moins on travailleroit ; en un mot, vous seriez aussi heureux que nous. »

La valeur et l'originalité de ces Dialogues viennent de « l'enracinement d'une œuvre philosophique dans une expérience concrète. »

### Voyages de Portugal et de Danemarc
Dans la Suite du voyage de l'Amérique, Lahontan introduit aussi les Voyages de Portugal et de Danemarc, comprenant sept lettres, datées d'avril 1694 à octobre 1695, qui « reprennent le fil du récit abandonné à la fin des Nouveaux Voyages. ». Il commence par narrer son débarquement au Portugal et décrit avec son don d'observation habituel, mais de manière disparate, les mœurs du pays, la valeur de la monnaie, les villes par lesquelles il est passé. Évoquant les bûchers de l'Inquisition portugaise, il conclut que celle-ci est bien plus cruelle que les pratiques des Sauvages « puisqu'ils brûlent leurs parens & leurs amis. » Il s'embarque ensuite pour Amsterdam dont il décrit le plan de la ville, la tolérance religieuse et les cabarets musicaux, avant de partir pour Hambourg, dont il décrit le port, puis à Lübeck où, craignant d'être arrêté, il prend le bateau pour Copenhague. Là, il fréquente la Cour de Frédéric IV, où il raconte une beuverie qui ne finit pas à son avantage. Discutant de l'origine du scorbut, il s'appuie sur son expérience canadienne pour l'attribuer à un problème d'alimentation plutôt qu'à la mauvaise qualité de l'air — comme le soutenait la théorie dominante de l'époque. Il passe ensuite à Paris, où il tente encore de se justifier, mais en vain, auprès de Pontchartrain. Dans la lettre V, il fait une charge solidement argumentée contre la croyance à la sorcellerie et autres superstitions, ridiculisant les prétendus sorciers ainsi que les ouvrages de démonologie sur lesquels s'appuyait l'Inquisition. Pour sa part, il se présente comme un esprit fort : « un homme qui approfondit la nature des choses, qui ne croit rien que ce que la raison a meurement examiné. »

## La contrefaçon de Gueudeville

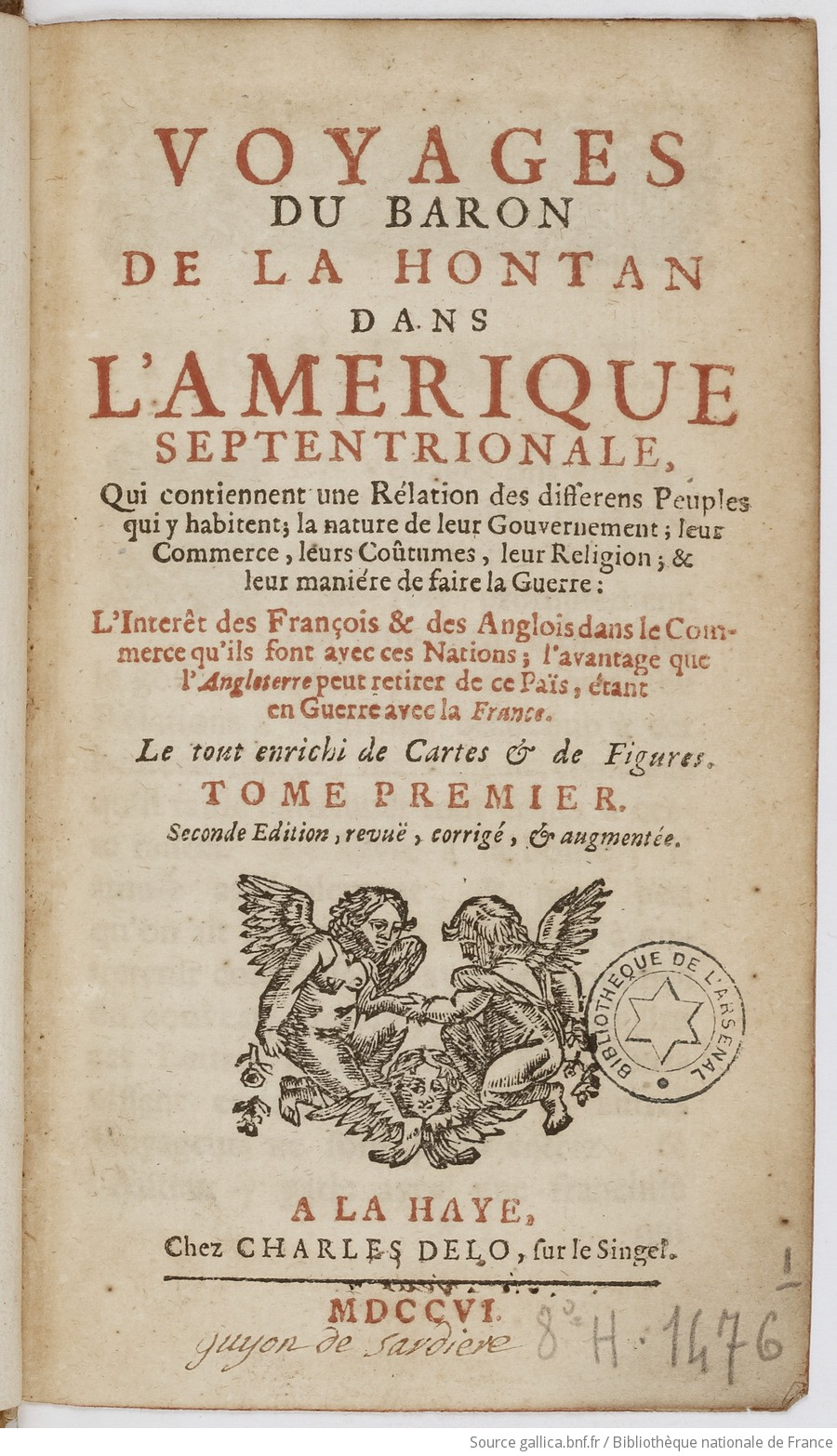
Contrefaçon par Gueudeville des Voyages de Lahontan. (Réédition de l'édition de 1705)

Moine défroqué installé à La Haye, Nicolas Gueudeville avait lancé en 1699 un journal satirique, l’Esprit des cours de l’Europe, qui critiquait le pape, l'église catholique et la cour de Louis XIV. Ce journal, qui eut une vogue considérable jusqu'à sa disparition en 1710, était publié par les Frères L'Honoré. Cet éditeur est celui qui publiera les trois tomes de Lahontan en 1702 et 1703. Le troisième tome, contenant les Dialogues et Voyages de Portugal et de Danemarc, a aussi été publié chez la Veuve de Boeteman à Amsterdam en 1704. Dès la fin décembre 1702, alors qu'il est à Londres, Lahontan dit avoir « raison de pester contre la précipitation desdits Sieurs l'Honoré » à qui il reproche d'avoir laissé « trente grosses fautes d'impression » et d'avoir retranché un avis au lecteur sur le fait que « les pensées des Sauvages soient habillées à la française. »,.
Par la suite, l'éditeur Frères L'Honoré confiera à Gueudeville la tâche de retravailler l'ensemble de l'œuvre, sous prétexte d'en améliorer le style, ainsi qu'il s'en explique dans la préface de l'édition de 1705 : « Quelques personnes d'esprit ayant représenté que l'autre édition péchait dans le style, qu'on y trouvait des phrases basses, des expressions vulgaires, des railleries froides, et de l'embarras dans la narration, l'on a tâché de remédier à tout cela. On a presque refondu toutes les lettres. » Surtout, alors que dans la préface de la première édition, l'éditeur affirmait « qu'on n'y rapporte rien que de très conforme à la vérité », celle de 1705 laisse planer un sérieux doute sur la véracité du récit de Lahontan : « On ne disconviendra pas néanmoins qu'il n'y ait dans ces Lettres plusieurs fautes contre la vraisemblance, & l'on ne doute point que tout Lecteur judicieux ne s'en soit apercû ». Il ajoute avoir retiré de cette nouvelle édition en deux tomes les Voyages de Portugal et Danemarc au motif que « Le Baron de Lahontan n'est pas assez nécessaire pour fatiguer les hommes de ce qui le concerne personnellement dans ces deux relations, et quant à ce qu'elles contiennent de plus, il n'y a rien de mieux connu. »
Expert en « badinages » littéraires, Gueudeville modifie les Nouveaux Voyages en multipliant figures de rhétorique et périphrases tout en diluant l'information. Il accentue la grivoiserie latente de la Lettre II et amplifie le récit du voyage à la Rivière Longue (Lettre XVI), au point d'en doubler la longueur, tout en accentuant son caractère utopique. S'il ne modifie guère les Mémoires, il transforme considérablement les Dialogues, supprime les deux derniers entretiens consacrés à la médecine et au mariage et développe le troisième entretien consacré au bonheur, dans lequel il appelle le peuple à la révolution avec une violence verbale et une ferveur qui feront de lui un précurseur du socialisme,.
Lahontan désavouera expressément cette édition de 1705, mais celle-ci connaîtra de nombreuses rééditions et la confusion nuira durablement à la lecture de l'œuvre, au point que la paternité des Dialogues a parfois été attribuée à Gueudeville. Des critiques allemands du XIXe siècle ont même conclu que Lahontan n'avait pas existé et que l'ensemble de l'œuvre publiée sous son nom était en fait de Gueudeville. La version de Gueudeville servira encore de base à des rééditions de l'œuvre au XXe siècle.

## Réception

### XVIIIesiècle

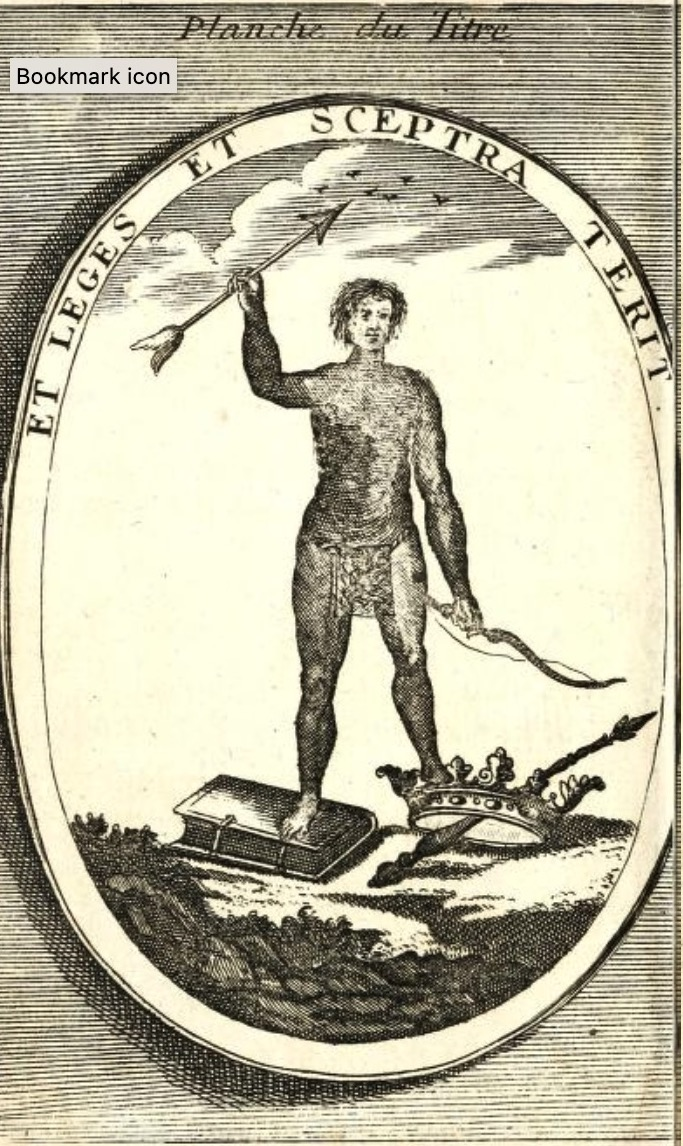
Planche de titre redessinée des Nouveaux Voyages (1728)

Ainsi que le note Gilbert Chinard, « peu d'ouvrages publiés au début du XVIIIe siècle ont connu une pareille fortune ». Les Nouveaux voyages furent, avec ceux de Charlevoix (1722), parmi les récits de voyages les plus lus de l'époque. L'œuvre du baron a connu huit rééditions et a été traduite en anglais, en néerlandais, en italien et en allemand.
Leibniz lit Lahontan dès 1710 et se lie bientôt avec lui. Le philosophe était particulièrement intrigué par le système politique des peuples autochtones vivant « dans la concorde sans gouvernement », à l'encontre des théories de Hobbes. Cela le confirme dans l'idée que « les institutions politiques sont nées d'une aspiration naturelle à la félicité et à l'harmonie . »
Dans la Préface aux Dialogues, Lahontan impute aux missionnaires de lourdes responsabilités : « J’atribue en même temps aux gens d’Eglise, (malgré la vénération que j’ay pour eux) tous les maux que les Yroquois ont fait aux Colonies Françoises, pendant une guerre, qu’on n’auroit jamais entrepris sans le conseil de ces pieux Ecclésiastiques. », Ces accusations ne resteront pas sans réponse. Dès la sortie du livre, l'illustration de la page frontispice ne manque pas d'attirer la réprobation des religieux du Journal de Trévoux.
Lahontan sera violemment attaqué pour l'attitude qu'il prête aux Hurons en matière de religion. Dans son compte rendu du livre, Jacques Bernard estime que « l'auteur nous a plutôt débité ses propres opinions, que celles des Indiens ». Plus tard, dans Mœurs des Sauvages Amériquains (1724), le savant Lafitau dénoncera Lahontan comme un libertin et l'attaque systématiquement sur divers points tout en lui faisant des emprunts inavoués. Jusqu'à la fin du XXe siècle, il a généralement été admis que Lahontan avait attribué à Adario ses propres convictions afin de rendre ainsi « vraisemblable une nouvelle forme de dialogue philosophique ». Cette appréciation a toutefois changé au début du XXIe siècle avec l'arrivée d'une critique capable de prendre en compte le point de vue des peuples autochtones.
Les Dialogues connaissent très vite un vif succès. Le livre inspire directement l'Arlequin sauvage (1721) du dramaturge Delisle de la Drevetière, qui connaîtra un succès prolongé, ainsi que Le Nouveau Gulliver (1730) de Desfontaines, Lettres d'un sauvage dépaysé (1738) de Jean Joubert de La Rue, Lettres péruviennes (1747) de Françoise de Graffigny, Lettres iroquoises (1752) de Maubert de Gouvest et L'Espion americain en Europe ou lettres illinoises (1766) de Jean-André Perreau.
Abondamment commenté, l'ouvrage alimente des discussions philosophiques sur le bonheur, la morale, la propriété privée, la politique et la religion. Les idées de liberté et d’égalité promues par Adario auront une grande influence sur les penseurs des Lumières. Elles seront popularisées par Rousseau, qui deviendra la référence en matière de « bon sauvage », ainsi que par Voltaire (L'Ingénu), Diderot (Supplément au voyage de Bougainville et Pensées philosophiques), Chateaubriand et Swift.
En dépit du succès que connaissent les livres de Lahontan au début du XVIIIe siècle, « ni Montesquieu ni Voltaire ne le citent ; Diderot et Rousseau mentionnent son nom mais ne l'ont manifestement pas lu. » Cet intérêt cesse à partir du milieu du XVIIIe siècle.
La chute brusque de l'intérêt pour cette œuvre s'explique — selon les historiens et anthropologues David Graeber et David Wengrow —, du fait que la critique de la civilisation occidentale par les autochtones d'Amérique a engendré en Europe une importante réflexion collective sur la nature de l'autorité, la décence, la responsabilité sociale et surtout la liberté — et par extension l'égalité entre humains. En réaction, on voit alors se développer les notions de civilisation et de progrès telles que les formalisera Turgot en 1750 dans son Tableau philosophique des progrès successifs de l’esprit humain dont le schéma évolutif — chasse, pastoralisme, agriculture, commerce et urbanisme — sert toujours de socle aux conceptions des étapes par lesquelles passe le progrès des sociétés.

### XIXeetXXesiècles
Les chercheurs identifient des ouvrages dont s'est servi l'auteur, notamment Gabriel de Foigny et son Voyage en terre australe connue, récit d'un voyage imaginaire en Australie au milieu du XVIIe siècle : plusieurs critiques font ainsi le rapprochement entre le personnage d'Adario et Sadeur, le héros de l'œuvre de Foigny, particulièrement en ce qui a trait à l'attitude touchant la religion et l'éloge de la liberté dont jouissent les autochtones. Parmi les autres sources, il faut inclure le Journal de Jean Cavelier (frère de René) ainsi que les ouvrages de Louis Hennepin, Jacques Marquette et Henri de Tonti.
Michelet reconnaît l'importance capitale de Lahontan sur le siècle des Lumières : « Mais rien n'eut plus d'effet que le livre hardi et brillant de Lahontan sur les sauvages, son frontispice où l'Indien foule aux pieds les sceptres et les codes (leges et sceptra terit), les lois, les rois. C'est le vif coup d'archet qui, vingt ans avant les Lettres persanes ouvre le dix-huitième. »
Au Québec, Lahontan est en butte à « l'hostilité quasi unanime de la tradition historiographique canadienne-française ». Il est considéré « comme fantaisiste et mensonger », notamment pour son récit de l'expédition sur la rivière Longue, ses attaques contre les missionnaires et la religion chrétienne ainsi que pour sa description, dans la lettre II des Nouveaux Voyages, de l'arrivée de bateaux chargés de filles publiques devant servir d'épouses aux habitants afin de peupler la colonie. La véracité de cette pratique a été vivement contestée par « des historiens canadiens-français qui ne lui pardonnèrent jamais d'avoir ironisé sur la vertu des mères de la nation,. » Pour le chanoine Groulx, Lahontan est tout simplement « un traître ». Les tentatives de réhabilitation se heurtent aussi à la permanence de l'édition de Gueudeville.

### De nos jours
Réal Ouellet insiste sur la qualité documentaire incontestable des livres de Lahontan, qui sont d'une grande richesse pour les lecteurs de son époque et pour les historiens : géographie physique, faune, flore, climat, navigation, commerce, fortifications, cartographie des villes, critique des administrateurs coloniaux... Lahontan porte aussi un regard d'anthropologue sur les peuples autochtones et fait état de leur résistance aux prétentions territoriales des Français. Selon l'historien David M. Hayne, il était doué « d'un jugement sûr, d’une imagination clairvoyante et d’une nette compréhension de la situation en Nouvelle-France. » Pour sa part, Stephen Leacock souligne l'honnêteté de Lahontan et exclut l'idée que celui-ci ait déformé ou imaginé les faits.

Sur certains points, Lahontan s'écarte radicalement des observations rapportées par les autres voyageurs. Ainsi, dans les Mémoires, il présente les autochtones comme des êtres parfaitement rationnels, répondant aux jésuites venus les convertir : « l'homme ne doit jamais se dépouiller des privilèges de la raison, puisque c'est la plus noble faculté dont Dieu l'ait enrichi ». Lahontan escamote cependant plusieurs traits de la culture amérindienne : 

« on ne trouve rien sur l'importance des songes ni sur les différentes pratiques magiques et rituelles pour conjurer la maladie ou pour intervenir sur les éléments naturels, rien sur les procédés magiques ou divinatoires destinés à faciliter la chasse, rien sur les tabous entourant le traitement des restes animaux, rien enfin sur la mythologie amérindienne. »

Dans les Dialogues, le positivisme dont fait montre Adario le conduit à mépriser les pratiques médicales des sorciers, qu'il traite de jongleurs, et à rejeter la croyance aux songes, pourtant répandue dans son peuple : 

« Ceci provient de la foiblesse d’esprit de ces gens-là, Car enfin, il y a des ignorans & des fous parmi nous, comme parmi vous autres. Nous voyons tous les jours des Hurons de cinquante ans, qui ont moins d’esprit & de discernement que des jeunes filles. Il y en a de supersticieux, comme parmi vous autres. Car ils croyent premiérment que l’esprit des songes est l’Ambassadeur & le Messager, dont le grand Esprit se sert pour avertir les hommes de ce qu’ils doivent faire de nos Jongleurs, ce sont, des Charlatans & des Imposteurs, comme vos Médecins ; avec cette différence qu’ils se contentent de faire bonne chére aux dépens des malades, sans les envoyer dans l’autre monde, en reconnoissance de leurs festins & de leurs présens. »

L'image édénique que donnent les Dialogues de la société amérindienne était encore fortement contestée à la fin du siècle dernier. Il est certainement exagéré de la part d'Adario d'affirmer que les sociétés autochtones n'ont pas de lois, ne connaissent ni les querelles ni les inégalités. Toutefois, cette façon d'idéaliser sa propre société est assez courante dans un débat entre des représentants de deux différentes cultures. En outre, nombre d'autres voyageurs en Nouvelle-France ont loué la culture autochtone, tels Sagard (Le Grand Voyage du pays des Hurons, 1632), Chrétien Le Clercq (Nouvelle Relation de la Gaspésie, 1691) ainsi que le jésuite Paul Le Jeune (Relation de 1634).
Selon le penseur wendat Georges Sioui, « Les opinions qu'il [Lahontan] nous livre font de son œuvre une source amérindienne digne de confiance. ». Sioui voit dans cette œuvre « non pas une projection européenne sur une Amérique idéalisée, comme on a voulu le lire du point de vue européen jusqu'à présent, mais bien une fiction authentique qui met en scène les valeurs traditionnelles de l'Amérique — au premier chef celle de la liberté. » De même, Graeber et Wengrow « considèrent comme authentiques les propos de Kandiaronk rapportés en 1703 par l’observateur français Louis-Armand de Lahontan » et s'insurgent contre les commentateurs qui, au lieu de se pencher sur les positions qu'a réellement défendues Kondiaronk, attribuent la finesse de ses arguments à l'influence sur Lahontan des écrits du satiriste grec Lucien.
Lahontan est déjà moderne par sa tolérance, son indépendance d'esprit, sa volonté d'objectivité, son refus du pouvoir clérical et de l'arbitraire des puissants. Il se déclare citoyen du monde, comme le montre la planche Orbis patria, et est ouvert à la diversité des sociétés et des pratiques linguistiques. En avance sur la philosophie des Lumières, la critique radicale que fait Lahontan par la bouche d'Adario est révélatrice de « ce mouvement entre 1685 et 1715, qu'il est convenu d'appeler depuis Paul Hazard la crise de la conscience européenne. »

## Œuvre

### Livres
- Nouveaux Voyages de Mr. le baron de Lahontan dans l'Amérique septentrionale, La Haye, Frères L'Honoré, 1703 (lire en ligne)
- Mémoires de l'Amérique septentrionale, La Haye, Frères L'Honoré, 1703 (lire en ligne).
- Voyages en Portugal & en Danemarc, Veuve de Boeteman, 1704. Texte dans Wikisource.
- Dialogues de Monsieur le baron de Lahontan et d’un Sauvage, Amsterdam, Veuve de Boeteman, 1704. Texte dans Wikisource.
- Réal Ouellet et Alain Beaulieu, Lahontan. Œuvres complètes I et II, Montréal, Presses de l’Université de Montréal, 1990, 1474 p.

### Mémoires manuscrits
- « Abrégé instructif des affaires du Canada qui joint à la carte de ce pais là pourra donner une diée facile de l'état où il se trouve à présent »;
- « Brief discours qui montre en substance combien il seroit important de réussir dans deux entreprises proposées et contenues dans ce mémoire »;
- « Projet d'un fort anglois dans le lac Erié »;
- « Pour Québec et Plaisance. Ébauche d'un projet pour enlever Kebec et Plaisance »;
- « Brief Remarks concerning the Cod-Fishery, the Beaver Trade, and the Limits of New England and New France ».